# Énergie renouvelable
Pour les articles homonymes, voir ENR.
Les énergies renouvelables (parfois abrégées EnR) proviennent de sources d'énergie dont le renouvellement naturel est assez rapide pour qu'elles puissent être considérées comme inépuisables à l'échelle du temps humain. Elles proviennent de phénomènes naturels cycliques ou constants induits par les astres : le Soleil essentiellement pour la chaleur et la lumière qu'il produit, mais aussi l'attraction de la Lune (marées) et la chaleur engendrée par la Terre (géothermie). Leur caractère renouvelable dépend d'une part de la vitesse à laquelle la source est consommée, et d'autre part de la vitesse à laquelle elle se renouvelle.
La part des énergies renouvelables dans la consommation finale mondiale d’énergie était estimée en 2018 à 17,9 %, dont 6,9 % de biomasse traditionnelle (bois, déchets agricoles, etc.) et 11,0 % d'énergies renouvelables « modernes » : 4,3 % de chaleur produite par les énergies renouvelables thermiques (biomasse, géothermie, solaire thermique), 3,6 % d'hydroélectricité, 2,1 % pour les autres renouvelables électriques (éolien, solaire photovoltaïque, géothermie, biomasse, biogaz) et 1 % pour les biocarburants ; leur part dans la production d'électricité était estimée en 2018 à 26,4 %.
Les énergies renouvelables intermittentes ne peuvent pas moduler leur production en fonction de la demande électrique. En l'absence de stockage de l'énergie à grande échelle pour suppléer à leur intermittence, elles doivent donc être couplées à des sources d'électricité modulables, telles que celles fonctionnant avec un combustible fossile (centrales au charbon ou au gaz), à l'énergie hydroélectrique ou à l'énergie nucléaire.
Si l'exploitation d'énergies renouvelables émet moins de gaz à effet de serre que celle des énergies fossiles et possède des avantages, notamment en matière d'indépendance énergétique et de santé publique, elle nécessite néanmoins souvent des matières premières critiques, peut créer une dépendance à des importations d'équipements (cellules photovoltaïques) et peut émettre d'autres types de pollutions et nuisances, affectant en particulier la biodiversité.

Logo sur les énergies renouvelables.

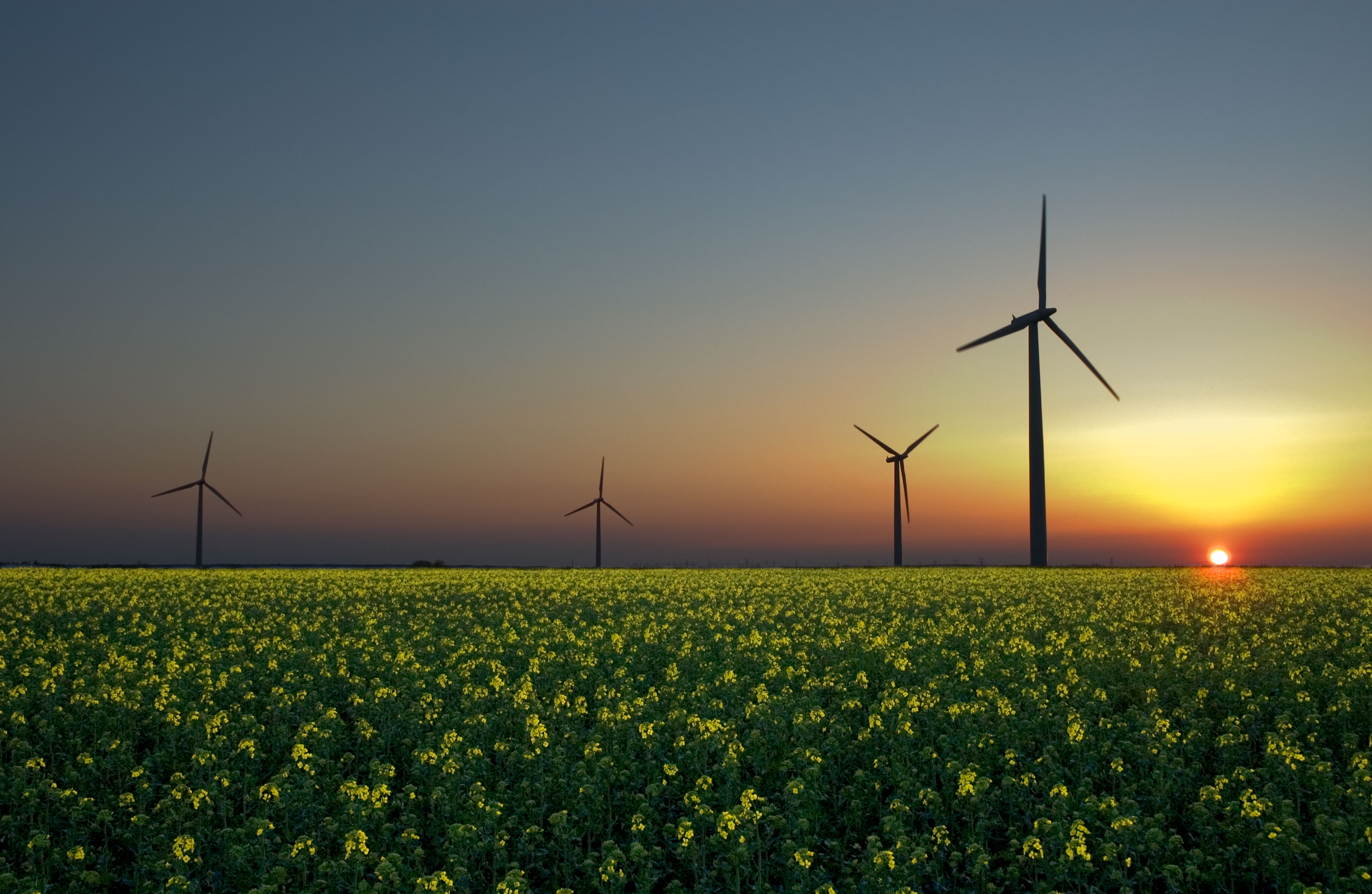
L'énergie solaire, l'énergie éolienne et la biomasse sont trois types d'énergies renouvelables.

## Éléments de définitions
Le Soleil est la principale source d'énergie des différentes formes d'énergies renouvelables : le rayonnement solaire est le vecteur énergétique de transport de l'énergie utilisable (directement ou indirectement) lors de la photosynthèse, ou dans le cycle de l'eau (qui permet l'hydroélectricité) et l'énergie des vagues, la différence de température entre les eaux superficielles et les eaux profondes des océans (énergie thermique des mers) ou encore la diffusion ionique provoquée par l'arrivée d'eau douce dans l'eau de mer (énergie osmotique). Cette énergie solaire, alliée à la rotation de la Terre, est à l'origine des vents (énergie éolienne) et des courants marins (hydrolienne).
La chaleur interne de la Terre (géothermie) est assimilée à une forme d'énergie renouvelable, et le système Terre-Lune engendre les marées des océans et des mers permettant la mise en valeur de l'énergie marémotrice.
L'énergie solaire comme la chaleur interne de la Terre proviennent de réactions nucléaires (fusion nucléaire dans le cas du Soleil, fission nucléaire dans celui de la chaleur interne de la Terre).
Les combustibles fossiles et les minéraux (isotopes fissiles) ne sont pas des sources d'énergie renouvelables, les ressources étant consommées à une vitesse bien supérieure à la vitesse à laquelle celles-ci sont naturellement créées ou disponibles.
L'expression « énergies renouvelables et de récupération » (EnR&R) est parfois utilisée lorsque l'on ajoute aux énergies renouvelables la valorisation de la chaleur produite par différentes activités.

## Histoire
Pendant la plus grande partie de son histoire, l'humanité n'a disposé que d'énergies renouvelables pour couvrir ses besoins énergétiques. Au Paléolithique, les seules énergies disponibles étaient la force musculaire humaine et l'énergie de la biomasse utilisable grâce au feu ; mais de nombreux progrès ont permis d'utiliser ces énergies avec une efficacité grandissante (inventions d'outils de plus en plus performants).
Le progrès le plus significatif a été l'invention de la traction animale, qui est survenue plus tard que la domestication des animaux. On estime que l'homme a commencé à atteler des bovins à des araires ou des véhicules à roues durant le IVe millénaire av. J.-C. Ces techniques inventées dans l'ancien Croissant fertile ou en Ukraine, ont par la suite connu un développement mondial.
L'invention du voilier a été un progrès important pour le développement des échanges commerciaux dans le monde.
Celle des moulins à eau et à vent a également apporté une énergie supplémentaire considérable. Fernand Braudel qualifie de « première révolution mécanique » l'introduction progressive, du XIe siècle au XIIIe siècle, des moulins à eau et à vent : « ces « moteurs primaires » sont sans doute de modique puissance, de 2 à 5 hp pour une roue à eau, parfois cinq, au plus dix pour les ailes d'un moulin à vent. Mais, dans une économie mal fournie en énergie, ils représentent un surcroît de puissance considérable. Plus ancien, le moulin à eau a une importance bien supérieure à celle de l'éolienne. Il ne dépend pas des irrégularités du vent, mais de l'eau, en gros moins capricieuse. Il est plus largement diffusé, en raison de son ancienneté, de la multiplicité des fleuves et rivières, ... ».
À la fin du XVIIIe siècle, à la veille de la révolution industrielle, la quasi-totalité des besoins d'énergie de l'humanité était encore assurée par des énergies renouvelables. Dans un essai d'évaluation de la répartition des consommations par source d'énergie, Fernand Braudel estime à plus de 50 % la part de la traction animale, environ 25 % celle du bois, 10 à 15 % celle des moulins à eau, 5 % celle de la force humaine et un peu plus de 1 % celle du vent pour la marine marchande ; il renonce à chiffrer la part des moulins à vent, faute de données, tout en précisant : « les éoliennes, moins nombreuses que les roues hydrauliques, ne peuvent représenter que le quart ou le tiers de la puissance des eaux disciplinées ». On peut donc, évaluer la part totale de l'énergie éolienne (voile + moulins à vent) entre 3 et 5 %. Il mentionne pour mémoire la batellerie fluviale, la marine de guerre, le charbon de bois et de terre.
L'apparition de la machine à vapeur entraîné le déclin relatif de l'énergie fournie par les moulins à eau et de l'énergie éolienne au XIXe siècle, puis les moteur Diesel et l'électrification ont fait disparaitre les moulins à eau et à vent au XXe siècle, remplacés par les minoteries industrielles. L'énergie hydraulique a connu un nouvel âge d'or avec l'hydroélectricité, apparue en Suisse, Italie, France et États-Unis à la fin du XIXe siècle.
Au XIXe siècle, François de Larderel met au point, en Italie, les techniques d'utilisation de la géothermie.
Dans les années 1910, les premiers chauffe-eau solaires individuels apparaissent en Californie. En 1911, la première centrale géothermique est construite à Larderello.
Au milieu du XXe siècle, l'énergie éolienne n'était plus utilisée que pour la navigation de plaisance et pour le pompage (agriculture, polders).
Puis, les éoliennes sont réapparues, bénéficiant de techniques plus performantes issues de l'aviation ; leur développement a pris de l'ampleur à partir des années 1990. Le solaire thermique et le solaire photovoltaïque se développent au début des années 2000. Sous l'effet des progrès technologiques et des économies d'échelle liées aux volumes croissants installés, les filières de production d'énergie renouvelable, encore émergentes au début des années 2000, voient leurs coûts évoluer rapidement.
Depuis la fin du XXe siècle, en réponse à un début de raréfaction du pétrole,, aux impacts climatiques et sanitaires négatifs des énergies carbonées, ainsi qu'aux accidents nucléaires de Tchernobyl et Fukushima,,, et aux controverses sur le traitement des déchets radioactifs de l'énergie nucléaire,,, une réorientation mondiale vers les énergies renouvelables est constatée.

## Aperçu général
En 2017, la part des énergies renouvelables dans la consommation finale mondiale d’énergie était estimée à 18,1 %, dont 7,5 % de biomasse traditionnelle (bois, déchets agricoles, etc.) et 10,6 % d'énergies renouvelables « modernes » : 4,2 % de chaleur produite par les énergies renouvelables thermiques (biomasse, géothermie, solaire thermique), 3,6 % d'hydroélectricité, 2 % pour les autres renouvelables électriques (éolien, solaire photovoltaïque, géothermie, biomasse, biogaz) et 1 % pour les biocarburants.
Dans le secteur de l'électricité, la part globale en 2018 était de 26,2 %, l'hydroélectricité ayant la plus grande part avec 15,8 %. La part des énergies renouvelables dans la consommation d'énergie primaire, dans laquelle les énergies renouvelables ont tendance à être sous-représentées en raison de la méthode de calcul appliquée (voir bilan énergétique), était de 13,7 % en 2016.
Afin de rattraper le retard pris par rapport aux objectifs du sommet de Rio et du protocole de Kyoto, l'ONU a proposé en 2011 comme objectif de produire 30 % de l'énergie utilisée en 2030 grâce à des énergies renouvelables, contre 13 % en 2010. Les énergies renouvelables sont de différents types, décrits ci-dessous.
Les énergies renouvelables ont plus tendance à venir s'ajouter aux énergies classiques qu'à les remplacer, en particulier dans le domaine de l'électricité,. Selon Jean-Louis Bal, ancien président du syndicat des énergies renouvelables, « dans les grands pays émergents, les énergéticiens additionnent les centrales fossiles et les renouvelables ».

### Énergie solaire
Deux grandes familles d'utilisation de l'énergie solaire se distinguent :
- l'énergie solaire thermique, utilisation de la chaleur transmise par rayonnement ;
- l'énergie solaire photovoltaïque, utilisation du rayonnement lui-même pour produire de l'électricité.

#### Énergie solaire thermique
L'énergie solaire thermique est connue depuis très longtemps et est utilisée par exemple, pour chauffer ou sécher des objets en les exposant au soleil.
L'énergie thermique peut être utilisée directement ou indirectement :
- directement pour chauffer des locaux ou de l'eau sanitaire (serres, architecture bioclimatique, panneaux solaires chauffants et chauffe-eau solaire) ou des aliments (fours solaires) ;
- indirectement pour la production de vapeur d'un fluide caloporteur pour entraîner des turbines et ainsi, obtenir une énergie électrique (énergie solaire thermodynamique ou « héliothermodynamique »).

L'énergie solaire thermique peut également être utilisée pour la cuisine. Apparue dans les années 1970, la cuisine solaire consiste à préparer des plats à l'aide d'un cuiseur ou d'un four solaire. Les petits fours solaires permettent des températures de cuisson de l'ordre des 150 °C, les paraboles solaires permettent de faire les mêmes plats qu'une cuisinière classique à gaz ou électrique.
Le capteur solaire thermique est utilisé pour convertir le rayonnement solaire en chaleur. Les principes physiques qui fondent cette production d'énergie sont notamment l'absorption et la conduction thermique. Dans le cas particulier des systèmes à concentration (centrale solaire thermodynamique, four solaire, etc.), la réflexion joue aussi un rôle important.

#### Énergie photovoltaïque
L'énergie solaire photovoltaïque est une énergie électrique produite à partir du rayonnement solaire grâce à des panneaux ou des centrales solaires photovoltaïques. L’énergie photovoltaïque se base sur l’effet photoélectrique pour créer un courant électrique. En fonction des techniques, un système photovoltaïque produit entre 20 et 40 fois plus d'énergie tout au long de son fonctionnement (équivalent primaire) que ce qui a été utilisé pour le fabriquer.

### Énergie éolienne

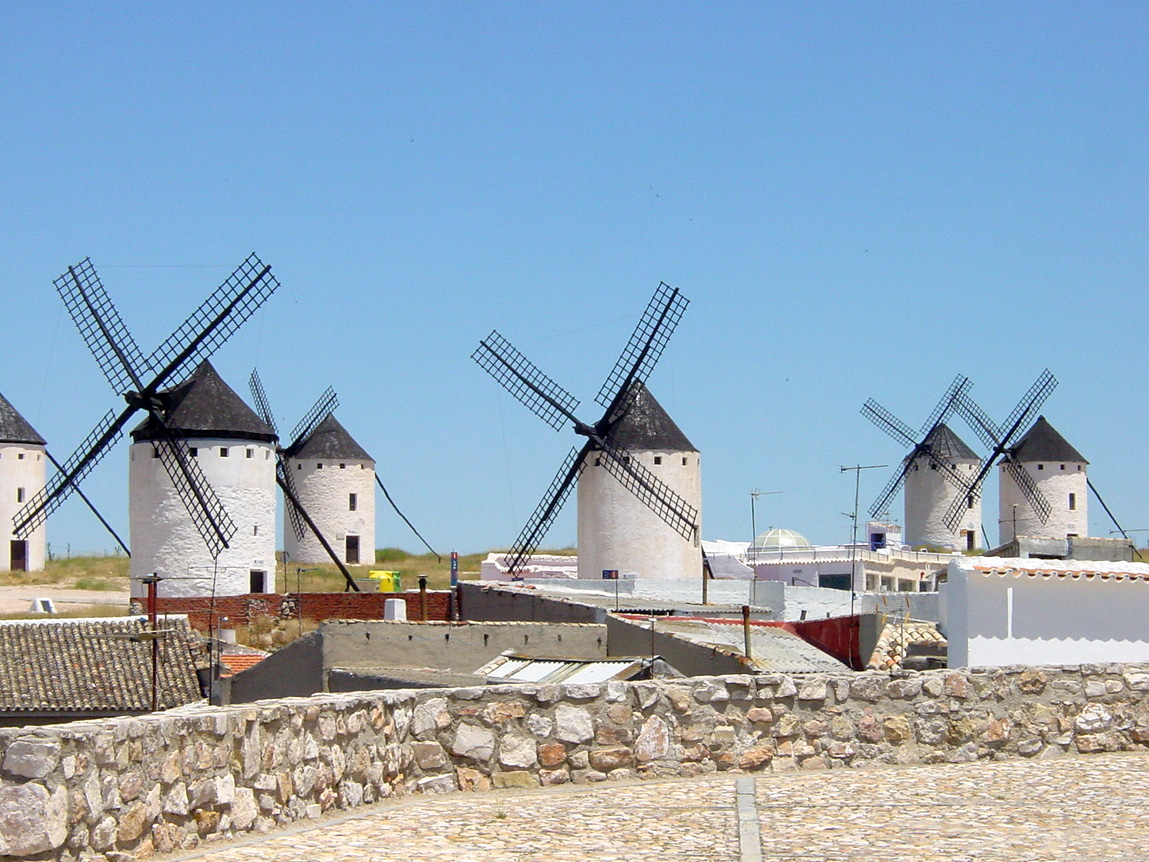
Moulins à vent en Espagne en 2004.

L’énergie éolienne consiste à utiliser l’énergie mécanique des déplacements de masse d’air à l’intérieur de l’atmosphère.
L’énergie éolienne a été exploitée dès l’Antiquité, à l’aide de voiliers comme en témoigne la « barque solaire » de Khéops. L’énergie éolienne a aussi été exploitée à l’aide de moulins à vent équipés de pales en forme de voile, comme ceux que l’on peut voir aux Pays-Bas, ou encore, ceux mentionnés dans Don Quichotte. Ces moulins utilisent l’énergie mécanique pour actionner différents équipements. Les meuniers utilisent des moulins pour faire tourner une meule à grains.
Aujourd’hui, les éoliennes prennent la place des moulins à vent, qui transforment l’énergie mécanique en énergie électrique.

### Énergie hydraulique

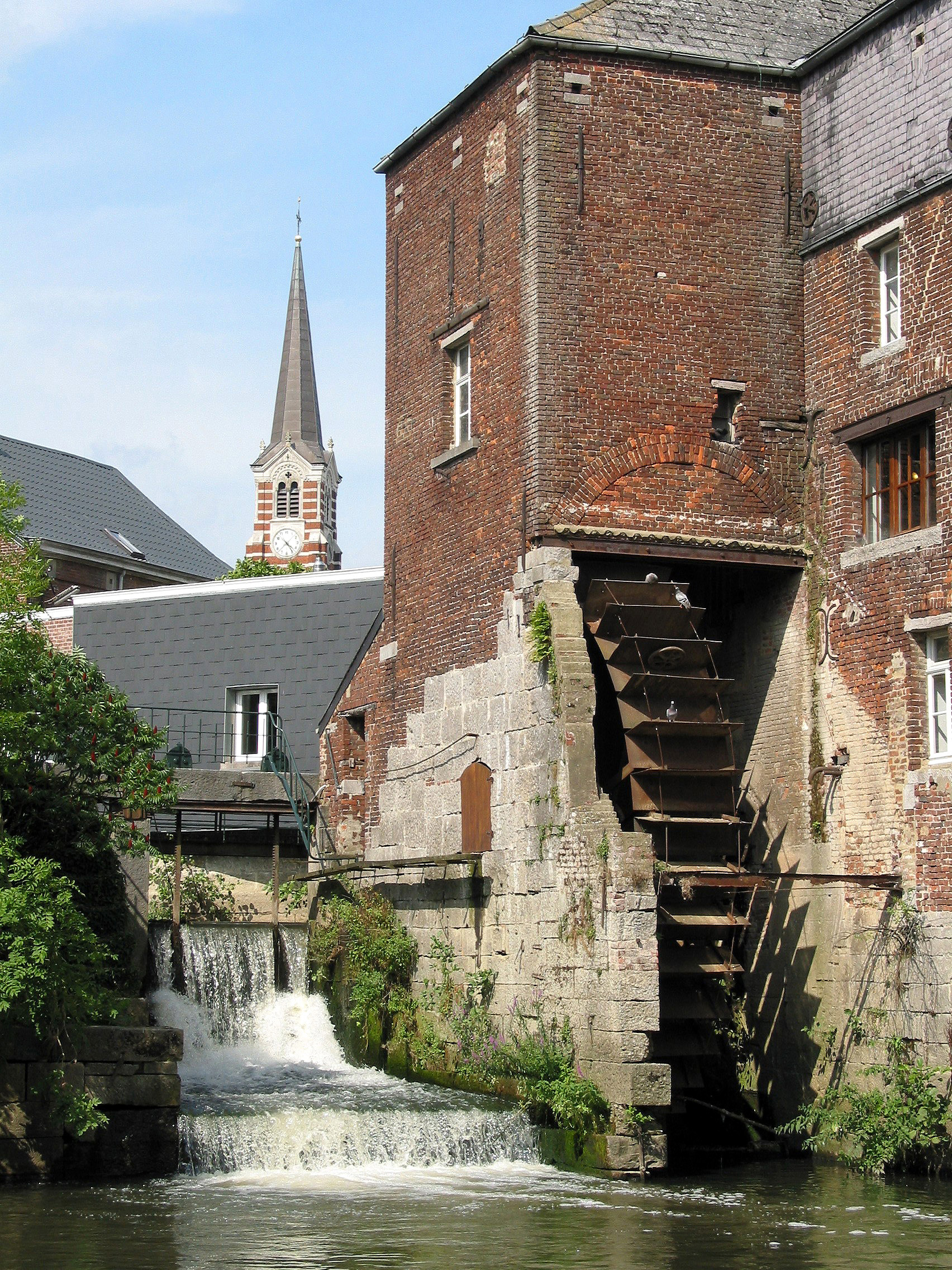
Le grand moulin d'Arenberg sur la Senne, à Rebecq (Belgique).

Les énergies hydrauliques (à l'exception de l'énergie marémotrice) ont leur origine principale dans les phénomènes météorologiques et donc à l'énergie solaire. Le Soleil provoque l'évaporation de l'eau, principalement dans les océans et en libère une partie sur les continents à des altitudes variables. On parle du cycle de l'eau pour décrire ces mouvements. L'eau (en fait, la vapeur d'eau) acquiert, en altitude, une énergie potentielle gravitationnelle ; lorsque l'eau tombe, une partie de cette énergie peut être captée et transformée dans des barrages hydroélectriques, lors du retour de l'eau vers les océans. Avant l'avènement de l'électricité, les moulins à eau permettaient de capter cette énergie mécanique pour entraîner des machines ou des outils (machines à tisser, moulins à moudre le blé, etc.).
Depuis l’invention de l’électricité, l'énergie mécanique peut être transformée en énergie électrique. D'autres énergies hydrauliques existent et proviennent généralement de sources d'énergie marine :

#### Énergie des vagues
L'énergie houlomotrice est produite par le mouvement des vagues et peut être captée par des dispositifs tels le Pelamis, sorte de ver en métal articulé, ou encore le Searev.

#### Énergie marémotrice
L'énergie marémotrice est produite par le mouvement de l’eau créé par les marées (variations du niveau de la mer).

#### Énergie hydrolienne
Elle est issue de l'utilisation des courants sous-marins (dont ceux de marée).

#### Énergie thermique des mers
La thalassothermie est la récupération directe de l'énergie thermique de l'eau au moyen d'une pompe à chaleur pour réchauffer par exemple un circuit de chauffage urbain.
La différence de température entre les eaux superficielles et les eaux profondes (une source chaude, une source froide) permet d'appliquer le cycle de Carnot pour produire de l'énergie mécanique puis de l'énergie électrique.

#### Énergie osmotique
Elle a pour origine la diffusion ionique qui a lieu lors du mélange d'eau douce dans l'eau de mer. Elle consiste à tirer parti du phénomène d'osmose qui se produit lors du mélange de ces eaux (différence de salinité). La première centrale osmotique date de 2009 à Hurum en Norvège par la société Statkraft à l'embouchure de l'Oslofjord au bord de la mer du Nord.

### Biomasse
L'énergie tirée de la biomasse provient, indirectement, de l’énergie solaire stockée sous forme organique grâce à la photosynthèse. Elle est exploitée par combustion ou métabolisation. Cette énergie est renouvelable à condition que les quantités brûlées n’excèdent pas les quantités produites ; cette condition n'est pas toujours remplie. Le bilan environnemental est un souci majeur lié à l'utilisation de l'énergie récupérée.
Jusqu'au XVIIIe siècle, la biomasse était la principale ressource énergétique utilisée par l'humanité, en particulier sous forme de bois ; c'est encore aujourd'hui, et de loin, la principale énergie renouvelable. Mais cette ressource produit de nombreux polluants et a l'inconvénient majeur d'exiger des surfaces considérables pour sa production, du fait de la faible efficacité énergétique de la photosynthèse : 3 à 6 % contre, par exemple, 14 à 16 % pour une cellule photovoltaïque en silicium monocristallin ; en outre, sa production sous forme de biocarburants entre en conflit avec la production vivrière. Les biocarburants ont un impact environnemental et social contesté (concurrence avec la production alimentaire, dépenses énergétiques très importantes pour le transport et la transformation des matières premières).

### Énergie géothermique

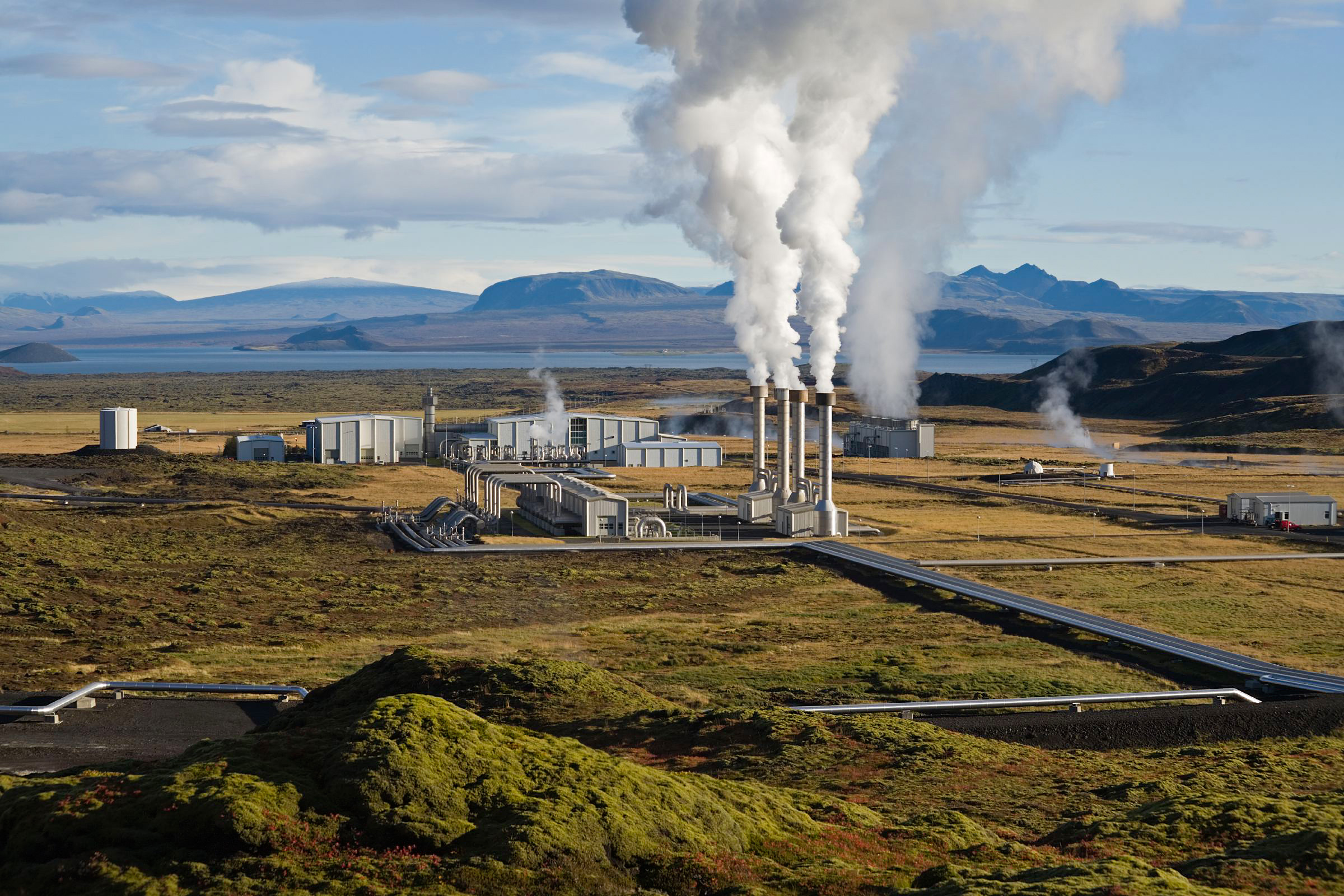
Centrale géothermique de Nesjavellir en Islande.

Le principe consiste à extraire l’énergie géothermique contenue dans le sol pour l’utiliser sous forme de chauffage ou pour la transformer en électricité. Dans les couches profondes, la chaleur de la Terre est produite par la radioactivité naturelle des roches du noyau et de la croûte terrestre issue de l’énergie nucléaire produite par la désintégration de l’uranium, du thorium et du potassium. Pour autant, la géothermie comporte aussi des risques au niveau humain. Les techniques évoluent et permettent de chercher la chaleur à de plus grandes profondeurs. La modification des pressions dans les sous-sols a un impact sur l'activité sismique. La fréquence des tremblements de terre mais aussi leur puissance peut être augmentée à cause de l'exploitation de cette énergie. Contrairement à d’autres énergies renouvelables, la géothermie profonde ne dépend pas des conditions atmosphériques (soleil, pluie, vent).
La géothermie très basse énergie exploite la chaleur de la couche superficielle du sol, qui provient, non pas des profondeurs de la croûte terrestre, mais du soleil et du ruissellement de l'eau de pluie ; elle est utilisée pour :
- la climatisation passive avec par exemple, le système de l'échangeur air-sol ;
- le chauffage et la climatisation avec la pompe à chaleur géothermique ; ces pompes à chaleur exploitent une énergie partiellement renouvelable car une partie de l’énergie qu’elles fournissent provient de l'énergie solaire emmagasinée chaque été dans la terre par le soleil, et comme des systèmes efficaces de production de chaleur car elles assurent une production d’énergie thermique supérieure à l’énergie électrique consommée.

## Avantages escomptés
La civilisation moderne est très dépendante de l'énergie et spécialement des énergies non renouvelables, qui s'épuiseront tôt ou tard. Passer d'une ressource actuellement non renouvelable à une ressource renouvelable peut signifier passer d'énergies « carbonées » (pétrole, gaz naturel, charbon) ou jugées dangereuses (énergie nucléaire) à des énergies considérées comme plus propres ou plus sûres, telles que notamment l'énergie solaire (thermique ou photovoltaïque), éolienne, hydraulique, géothermique et marémotrice. Les avantages recherchés sont notamment :
- réduire les émissions de gaz à effet de serre responsables du changement climatique et des substances toxiques provenant des énergies fossiles[28] ;
- passer à un système énergétique plus sûr en termes géostratégique ;
- réduire le risque nucléaire.

### Réduction des émissions de gaz à effet de serre
La production d'énergie par les combustibles fossiles dégage de grandes quantités de dioxyde de carbone (CO2). L'effet de serre d'origine humaine est principalement causé par l'augmentation de la consommation de combustibles fossiles. Comme les énergies renouvelables émettent généralement des quantités nettement inférieures de gaz à effet de serre, de nombreux pays dans le monde encouragent leur développement. Avec le développement des énergies renouvelables et les économies de combustibles fossiles qui en découlent, les émissions de dioxyde de carbone causées par l'activité humaine doivent être réduites.
Les gaz à effet de serre émis par les EnR le sont principalement lors de la production et, dans une moindre mesure, lors du transport des matériaux, puisque le mix énergétique actuel repose encore principalement sur les combustibles fossiles. Toutefois, ces émissions sont amorties plusieurs fois au cours du cycle de vie, de sorte qu'il en résulte une économie nette de gaz à effet de serre.
Un cas particulier est la bioénergie, lorsque la production des combustibles utilisés nécessite de mettre de nouvelles terres en culture. Le brûlage de la forêt primaire pour les surfaces cultivées de soja ou palmier à huile et le recours à des intrants qui dégagent eux-mêmes des gaz à effet de serre (protoxyde d'azote) peuvent réduire les avantages de ce type d'énergie pour le climat. Une analyse du cycle de vie permet de déterminer si les avantages écologiques escomptés sont réels dans chaque cas. Le bilan carbone des biocarburants est souvent moins bon que celui des énergies fossiles (cf. Bilan carbone, économies énergétiques et émission de gaz à effet de serre des biocarburants).

### Nature finie des sources d'énergie non renouvelable
L'épuisement des ressources non renouvelables (telles que les combustibles fossiles et nucléaires) est un problème non résolu dans l'histoire de la pensée économique. Ces ressources, disponibles seulement pour une durée limitée, ont joué un rôle central dans l'industrie énergétique,. Indépendamment d'autres aspects tels que le changement climatique, une transition à long terme vers d'autres types d'approvisionnement énergétique, comme les énergies renouvelables, semble inévitable.
Selon l'historien économique anglais Tony Wrigley (en), l'humanité est dans une phase où de nouvelles solutions doivent être trouvées. L'accès aux sources d'énergie fossiles a apporté une prospérité sans précédent à trois continents et en modifie rapidement deux autres. Comme il s'agit de biens de consommation, ils sont en voie d'épuisement. Si l'étendue des ressources en charbon, en pétrole et en gaz naturel fait l'objet de nombreuses études et reste pour l'instant incertaine, il est peu probable qu'elles durent plus de deux ou trois générations pour répondre aux besoins énergétiques futurs, surtout si ceux-ci continuent à augmenter. La dépendance continue aux combustibles fossiles conduirait à une catastrophe.

### Avantages en matières géopolitiques et de sécurité
Les énergies renouvelables, lorsqu'elles se substituent aux énergies fossiles ou à l'énergie nucléaire, pourraient favoriser l'indépendance énergétique des pays ne disposant pas de ressources fossiles ou fissiles. Cela se traduit par :
- une plus grande indépendance économique et politique vis-à-vis des pays exportateurs de combustibles fossiles et d'uranium[38]. L'insécurité énergétique ainsi que la tendance à la hausse des prix des combustibles fossiles sont considérées comme une menace majeure pour la stabilité politique et économique des pays importateurs[39],[40],[41]. Cet argument doit toutefois être relativisé car de nouvelles dépendances s'installent : en mai 2017, SolarWorld, le dernier gros fabricant allemand de panneaux photovoltaïques, a annoncé son dépôt de bilan[42] ; en 2018, sur les dix plus grands producteurs de modules photovoltaïques, huit sont chinois, un coréen et un américain[43] ; selon le gouvernement américain, la Chine produit 60 % des cellules photovoltaïques et 71 % des panneaux solaires dans le monde[44] ;
- l'évitement de conflits liés aux ressources[45] (la guerre d'Irak est souvent considérée comme ayant été en partie motivée par les ressources pétrolières du pays[46]) et de dépenses pour sécuriser des sites d'extraction d'uranium (déploiement de commandos français au Niger face à Al-Qaïda[47][source secondaire nécessaire]) ;
- la réduction des risques économiques liés aux pénuries d'énergie, voire à une crise énergétique (comme les premier et deuxième chocs pétroliers) grâce à des sources d'énergie primaire abondantes. Ainsi, dans le contexte de la crise du pétrole aux États-Unis, un mouvement a émergé dans le but de changer le système énergétique et de développer les sources d'énergie renouvelables. En 1976, le physicien américain Amory B. Lovins a inventé le terme « Soft Energy Path », décrivant une manière de s'éloigner progressivement d'un système énergétique centralisé reposant sur les combustibles fossiles et nucléaires pour se tourner vers l'efficacité énergétique et les sources d'énergie renouvelables, pour finalement les remplacer complètement[48],[49],[50].

### Amélioration de la santé publique
Nombre de problèmes sanitaires et environnementaux (pollution de l'air et de l'eau, augmentation de l'effet de serre notamment) peuvent être grandement atténués voir éliminés par l'utilisation à grande échelle des énergies renouvelables d'origine éolienne, hydraulique et solaire. Le fait d'éviter les dommages à la santé peut, dans certains cas, plus que compenser les coûts d'une politique climatique. Des recherches menées pour les États-Unis ont montré que les avantages économiques pour la santé résultant du remplacement de l'énergie d'origine fossile dépassaient d'environ 60 % les subventions à l'énergie éolienne. En outre, contrairement à l'atténuation du changement climatique, qui est mondial et a un effet à long terme, le bénéfice pour la santé d'une réduction de la pollution de l'air a un effet local et à court terme.

### Autres avantages escomptés
- La sûreté (faible risque d'accident, faibles conséquences d'un éventuel accident, etc.).
- La propreté (peu, voire pas du tout de déchets, peu dangereux et facile à gérer : recyclables, par exemple) de certaines techniques d'énergie renouvelables.
- Pas de déchets radioactifs ou d'autre danger inhérent à la production d'énergie nucléaire[54].
- Pas de destruction ou de pollution de l'environnement liée à l'extraction de sources d'énergies fossiles[55],[56].
- L'énergie solaire photovoltaïque ou thermique peut servir de recours en été lorsque l'eau des fleuves ne suffit plus à refroidir les centrales conventionnelles, qui doivent alors être ralenties ou arrêtées, ou à alimenter les centrales hydroélectriques. Ces situations sont de plus en plus fréquentes en raison du changement climatique, qui entraine la baisse du niveau de nombreux cours d'eau et une augmentation de leur température[57],[58].

## Contraintes et limites

### Gestion de l'intermittence

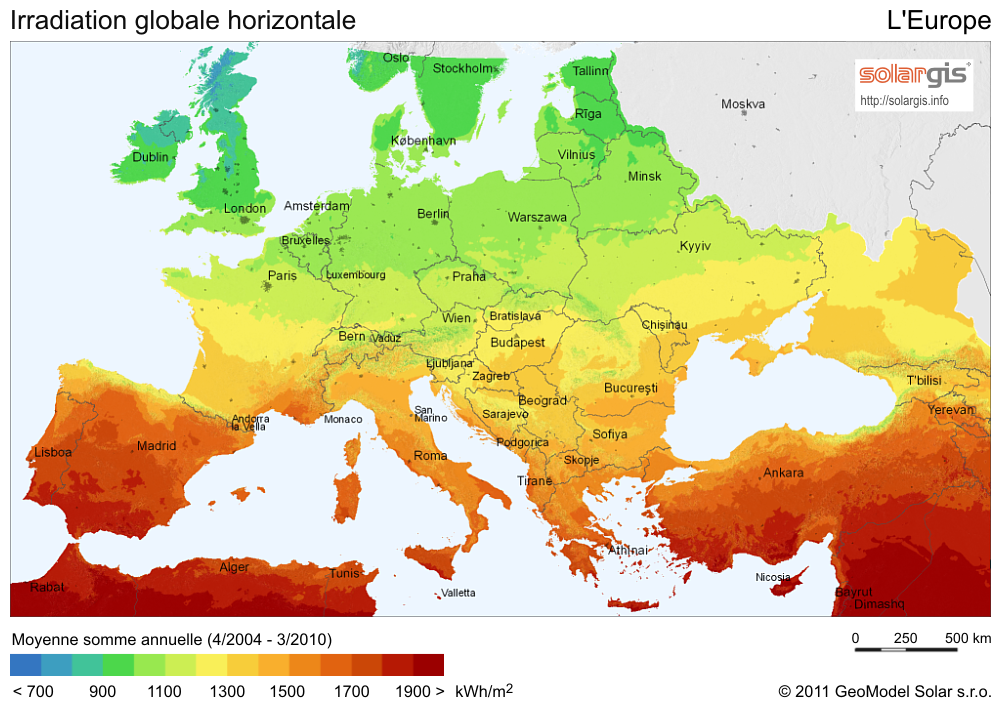
Carte du rayonnement solaire en Europe.

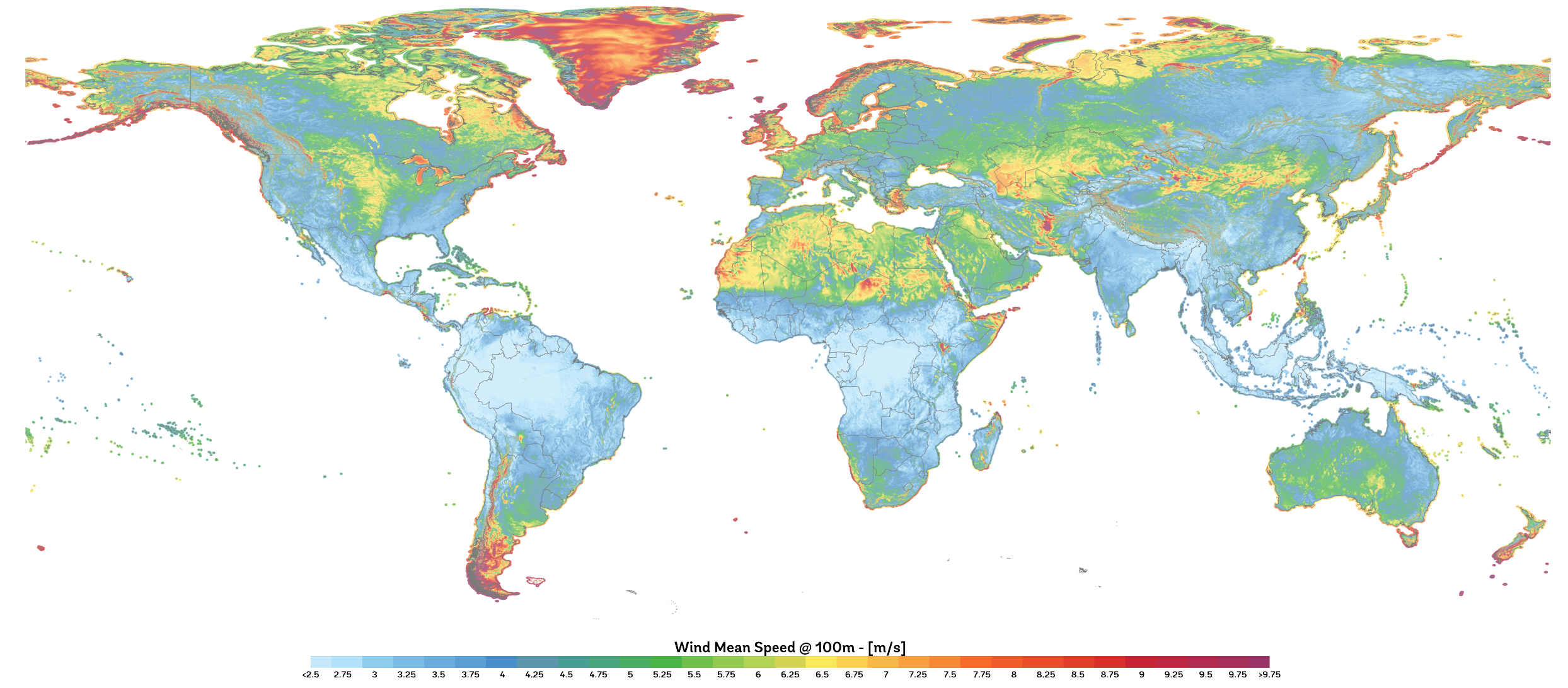
Carte mondiale de la vitesse du vent à 100 m au-dessus de la surface.

L'énergie solaire et ses dérivés (vent, chutes d'eau, marémotrices, hydroliennes liées aux courants, etc.) sont presque toujours des sources d'énergies intermittentes, c'est-à-dire que leurs flux naturels ne sont pas disponibles en permanence et que leur disponibilité varie fortement sans possibilité de contrôle. Certaines de ces sources d'énergie ont des variations régulières, comme l'énergie marémotrice et (partiellement) le rayonnement solaire, d'autres sont moins régulières, comme l'énergie éolienne. Elles ne sont a fortiori pas capables de répondre rapidement aux variations de la demande électrique.
La plupart du temps, la nécessité de répondre instantanément à la demande, du fait de l'absence de stockage de l'énergie à grande échelle, oblige à coupler un parc éolien avec des sources d'électricité modulables rapidement telles que celles fonctionnant avec un combustible fossile (centrales au charbon ou au gaz) ou bas carbone telles que l'énergie nucléaire (centrales nucléaires) et l'énergie hydraulique (barrages). Les énergies renouvelables intermittentes sont donc parties intégrantes d'un réseau électrique qui fait généralement appel, pour compenser les périodes de production insuffisante, à des centrales électriques émettant du dioxyde de carbone et des polluants atmosphériques.
Une alternative aux centrales d'appoint, du moins pour pallier les variations de la production à court terme, peut être le stockage de l'énergie en périodes excédentaires, laquelle est restituée en période de creux. Celui-ci permet de valoriser les énergies renouvelables et « durables » lorsqu'elles sont intermittentes. Des moyens différents sont nécessaires selon la taille du système : petits stockages délocalisés (1 à 100 kW), stockages semi-massifs ou régionaux (1 MW à 1 GW) et systèmes importants et centralisés (plusieurs gigawatts). Les analyses menées dans le cadre d’études de scénarios où les énergies renouvelables deviennent prépondérantes (Agence de l'environnement et de la maîtrise de l'énergie, Agora Energiewende (de)) démontrent que le besoin de flexibilité, en particulier de stockage d’électricité, augmente de manière non linéaire avec leur taux de pénétration.
Une étude publiée en 2015 par le département de recherche et développement d'EDF simule le fonctionnement du système électrique européen avec 60 % d'énergies renouvelables, dont 40 % d'énergies intermittentes, en utilisant les données météorologiques des 30 dernières années. Elle conclut que 500 GW de centrales pilotables (thermiques, hydrauliques et biomasse) resteront nécessaires pour assurer la sécurité d'alimentation. Une capacité installée de 705 GW d'éolien et solaire verrait sa production journalière varier de 50 % selon les aléas météorologiques ; pour 280 GW d'éolien terrestre, la production horaire moyenne d'un jour d'hiver pourrait varier selon les années entre 40 et 170 GW. D'importants renforcements de réseau seront nécessaires, mais ne pourront pas apporter de solution aux problèmes climatiques affectant l'ensemble de l'Europe (anticyclones).
Un article à paraître en 2022 dans The Energy Journal étudie les capacités de production et de stockage qui permettraient de satisfaire la demande d'électricité au moindre coût pour la France métropolitaine en 2050 en n'utilisant que des sources renouvelables, sans aucune heure de défaillance pendant 18 années météorologiques. Les auteurs ont étudié 315 scénarios en faisant varier le coût des principales techniques de production d'électricité et de stockage d'énergie. Dans leur scénario de coût central, qui repose sur les prospectives du Centre commun de recherche de la Commission européenne, les sources de production mobilisées sont l'éolien terrestre (46 %), l'éolien maritime (11 %), le solaire photovoltaïque (31 %), l'hydraulique (11 %) et le biogaz (3 %). Trois techniques de stockage sont mobilisées : la méthanation (qui fait partie des techniques de conversion d'électricité en gaz), utilisée pour le stockage de long terme, les stations de transfert d'énergie par pompage et les batteries lithium-ion, utilisées pour le stockage de court terme. Le coût total annualisé de la production et du stockage s'élève alors à 51 €/MWh consommé, dont 85 % pour la production et 15 % pour le stockage.
Un réseau électrique intelligent est un réseau de distribution d'électricité qui favorise la circulation d’information entre les fournisseurs et les consommateurs afin d’ajuster le flux d’électricité en temps réel et de permettre une gestion plus efficace du réseau électrique. Ces réseaux utilisent des techniques informatiques pour optimiser la production, la distribution, la consommation et éventuellement le stockage de l'énergie afin de coordonner l'ensemble des mailles du réseau, du producteur au consommateur final. Un réseau interconnecté à échelle continentale de ce type permettrait de réduire les aléas de production et de consommation, grâce à la multiplication des sources de production disponibles et au recouvrement de plages horaires d'utilisation différentes ; le problème de l'intermittence deviendrait ainsi moins critique (voir Débat sur l'énergie éolienne).
L'utilisation locale d'énergies renouvelables produites in situ diminue les appels aux systèmes de distribution de l'électricité, mais, au-delà d'un seuil (25 à 30 % de la production environ en zone insulaire faute d'interconnexion), augmente la difficulté pour gérer l'intermittence ou les surplus de production. Selon le Syndicat des énergies renouvelables, l'obligation imposée aux installations d'EnR dans les zones non interconnectées (si elles dépassent 30 % de la demande d'électricité) de mettre en œuvre des techniques de stockage leur permettant de lisser leur production et de fournir des réserves de puissance, implique une augmentation de leur coût de production de l’ordre de 100 %.
L'augmentation de la part des énergies renouvelables intermittentes dans le mix électrique d'un pays ou d'une région peut entraîner des effets indésirés si elle n'est pas accompagnée des mesures nécessaires afin de gérer cette intermittence (stockage, gestion de la demande, etc.). Ainsi, des coupures d'électricité durant l'été 2020 en Californie, qui a fait le pari des énergies renouvelables pour produire son électricité, dont environ un tiers est produite grâce aux immenses champs de panneaux solaires et d'éoliennes qui couvrent certains endroits dépeuplés. Près de 220 000 foyers sont privés de courant en août durant des périodes de 60 à 90 min. Les éoliennes et les panneaux solaires devaient théoriquement compenser la fermeture en 2012 d'une centrale nucléaire de 2 000 MW, mais, en cette période de canicule, le vent souffle peu et les panneaux solaires sont inefficaces la nuit, alors que les températures restent élevées de sorte que les climatiseurs fonctionnent. La seconde conséquence de cette situation est l'importance des émissions de CO2 : plus de la moitié de l'électricité produite par la Californie provient de centrales à gaz, une source d'énergie fossile qui émet 490 g de CO2 par kilowatt-heure produit, 40 fois plus que le nucléaire.

### Réseaux
Un autre problème est le transport de l'énergie dans le temps et l'espace. Dans les pays industrialisés, les consommateurs et producteurs d'énergie sont presque tous reliés à un réseau électrique, qui peut assurer des échanges d'un bout à l'autre d'un pays ou entre pays, mais au prix de pertes plus importantes sur les longues distances (qu'on peut réduire avec les nouvelles lignes à courant continu à haute tension[réf. nécessaire]). Il est également nécessaire de gérer la répartition des flux d'énergie dans le temps pour éviter des congestions et équilibrer au mieux le système offre-demande en électricité ou autre forme d'énergie. De nouveaux défis se posent, notamment les futurs besoins pour la recharge des véhicules électriques, qui présente une intermittence et des localisations variables.
Ces énergies sont parfois produites loin de leur zone de consommation (en mer par exemple, pour l'éolien). Pour alimenter un réseau, il faut donc combiner diversification du bouquet énergétique, gestion active de la demande pour tamponner les fluctuations de la production, report de la consommation de pointe vers les heures creuses, et compensation des « creux de production » en associant des sources complémentaires ou des moyens de stockage suffisants, de l'amont à l'aval de la filière, c'est-à-dire du producteur au consommateur. Pour cette dernière mesure, il s'agit d'utiliser éventuellement le réseau de distribution (réseau de gaz par exemple) comme « tampon » ou de créer des réseaux plus larges d'échange (différents de l'ancien réseau de distribution).
L'Agence internationale de l'énergie a estimé qu'environ un quart de l'investissement à faire dans les réseaux (de transport d'énergie) de 2010 à 2035 sera lié à la croissance de la production d'électricité d'origine renouvelable (ex. : en Europe, 20 000 km de nouvelles lignes THT nécessaires selon l'Ademe, notamment pour intégrer à horizon 2020 le paquet énergie, avec en France au moins 25 000 MW éoliens et 5 400 MW photovoltaïques « crête » prévus : « avec un objectif de 19 GW terrestres, RTE devra investir un milliard d'euros sur dix ans en infrastructures de transport ».
En Allemagne, les gisements de vent, dans le nord du pays, sont géographiquement distants des grands centres de consommation, en particulier du sud industriel. La transition énergétique a donc rendu nécessaire le développement d'un réseau de transport d'électricité à l'échelle du pays. Le plan de développement du réseau, élaboré fin 2014, estime que 7 700 km sont hautement prioritaires. L'Agence fédérale des réseaux constatait dans son rapport de mai 2017 que seuls 850 km de nouvelles lignes avaient été déployés depuis cette date, dont seulement 90 en 2016. La population s’oppose « de façon virulente » au passage des lignes afin de préserver les paysages, car les Länder traversés ne bénéficient souvent ni du courant acheminé, ni des revenus associés à la production des EnR.

### Nuisances et pollutions
La collecte et la combustion de la biomasse peut produire des nuisances (déforestation, réduction de biodiversité, etc.) et des polluants (NOx, suies, dioxines, etc., notamment produites par la biomasse solide comme le bois),.
Selon l'Organisation mondiale de la santé, près de 1,7 million de décès prématurés par an sont attribués à la pollution de l'air intérieur, causée essentiellement par la cuisine en Asie du Sud et de l'Est, l'Inde en particulier, où 700 millions de personnes dépendent des combustibles solides (bois, charbon, déchets végétaux et animaux) et des foyers traditionnels pour cuisiner.
Depuis 2007, la filière bois énergie se développe aussi très vite en Grande-Bretagne, où les centrales à charbon sont remplacées par des centrales à bois. Ces centrales sont très gourmandes en bois, si bien que le pays est obligé d'en importer, depuis les forêts humides du sud des États-Unis, en Louisiane ou dans le Mississippi, où, les normes étant moins protectrices, les forestiers n'hésitent pas à faire des coupes à blanc sans se préoccuper de la repousse, ni de l'impact sur la biodiversité que ces forêts abritent.
Les installations hydroélectriques, outre les destructions provoquées par l'engloutissement d'une vallée, peuvent se rompre ; entre 1959 et 1987, trente accidents ont ainsi fait 18 000 victimes dans le monde, dont plus de 2 000 morts en Europe,, ou provoquer des séismes. Les émissions de gaz à effet de serre dans les retenues d'eau (notamment de méthane) peuvent être importantes et, en raison de la richesse en mercure des sols (Amazonie), le développement bactérien dans l'eau peut entraîner la formation de méthylmercure avec des pollutions toxiques en aval (notamment en Amérique du Sud).
Les terres rares utilisées pour la fabrication de certaines éoliennes (néodyme et dysprosium pour les alternateurs de certaines éoliennes en mer) sont sources de pollutions très importantes au niveau de leur extraction. Selon une capacité éolienne en mer projetée pour 2029 à 120 GW dans le monde, le besoin représente moins de 6 % de la production annuelle de néodyme et plus de 30 % de la production annuelle de dysprosium. Dans ce contexte, au moins un manufacturier propose des éoliennes qui n’utilisent pas d'aimants permanents pour une implantation en mer, des solutions de substitution existant : génératrices asynchrones ou génératrices synchrones sans aimant permanent, par exemple. Les techniques solaires photovoltaïques commercialisées en 2019 n’utilisent pas de terres rares. Seule une faible part des éoliennes terrestres en utilise, environ 3 % en France.
Les mines ont un impact sur 50 millions de kilomètres carrés de surface terrestre, dont 82 % sont utilisés pour extraire des matériaux utilisés (entre autres) pour des énergies renouvelables.

### Effet sur le réchauffement climatique
Si les énergies renouvelables peuvent avoir un niveau faible à nul d'émissions de gaz à effet de serre (éolien, solaire, etc.) lors de leur fonctionnement, ou un bilan carbone relativement neutre (combustion au bois compensée par le stockage, à terme, du carbone par les forêts), il faut aussi prendre en compte le cycle de vie des systèmes :
- les installations hydroélectriques nécessitent une très grande quantité de béton, matériau à l'impact environnemental important. Les émissions de gaz à effet de serre peuvent également être importantes[76], notamment si les arbres ne sont pas abattus avant la mise en eau ;
- tous les systèmes nécessitent l'extraction, la fabrication et l'acheminement des matières premières.

### Risques pour la faune

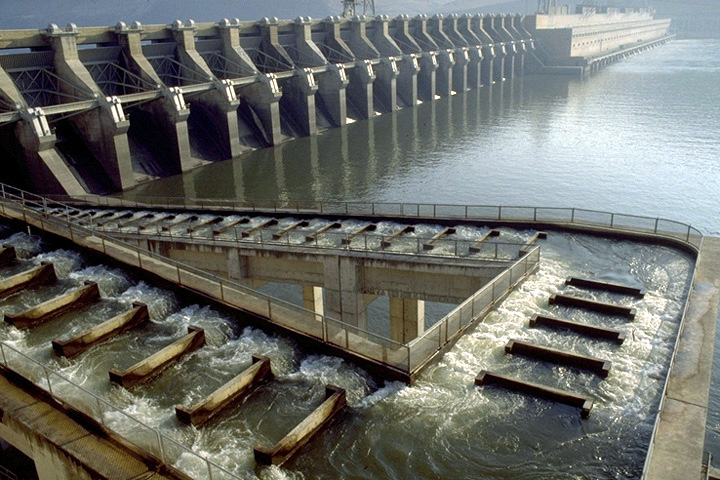
Échelle à poissons du Barrage John-Day sur le fleuve Columbia, aux États-Unis.

La Fondation pour la recherche sur la biodiversité (FRB) appelle à ne plus traiter à part les deux nécessités que sont la lutte contre le changement climatique et la préservation de la biodiversité. Une étude dirigée par Alexandros Gasparatos, professeur à l'université de Tokyo, publiée en avril 2017 et traduite par la FRB, analyse, à travers 500 références scientifiques, les rapports qu'entretiennent énergies renouvelables et biodiversité : oiseaux tués par les éoliennes, déforestation pour alimenter les centrales à bois, centrales hydroélectriques perturbant la migration de certaines espèces de poissons, inondant de vastes zones en amont, fragmentant les habitats et affectant les écosystèmes. Ces impacts doivent être évalués avant de décider des investissements : faut-il par exemple implanter les éoliennes sur les couloirs de migrations des oiseaux ou dans des zones accueillant une forte biodiversité ?
Statistiquement, une éolienne tue de zéro à trois oiseaux par an alors qu'un kilomètre de ligne à haute tension en tue plusieurs dizaines annuellement. De plus, il existe un risque pour les chauves-souris. Selon la FRB, les estimations varient entre 234 000 et 573 000 oiseaux tués annuellement par des éoliennes aux États-Unis. Les chauves-souris seraient plus touchées encore, moins par des collisions que des suites de traumatismes internes, appelés barotraumatismes, associés à des réductions soudaines de pression de l'air à proximité des pales. Les éoliennes à axe vertical, de type Savonius hélicoïdales, réduisent le risque de tuer des oiseaux tout en nécessitant un espace plus réduit.
La construction d'un barrage hydroélectrique a des conséquences lourdes : inondation de vallées entières, modification profonde de l'écosystème local. De plus, les barrages hydroélectriques font obstacle à la migration des poissons, ce qui représente un problème pour les fleuves du nord-ouest de l'Amérique du Nord, où les populations de saumons ont été réduites de manière importante. Ce problème a cependant été atténué par la construction de passes à poissons et la réduction des populations est due surtout à d'autres facteurs : surpêche, pollution, mortalité accrue en mer, etc.
Au contraire, les éoliennes pourraient constituer des zones de biodiversité isolées pour les crustacés et pour les poissons, à l'abri des dommages causés par la pêche intensive.

### Intégration écopaysagère

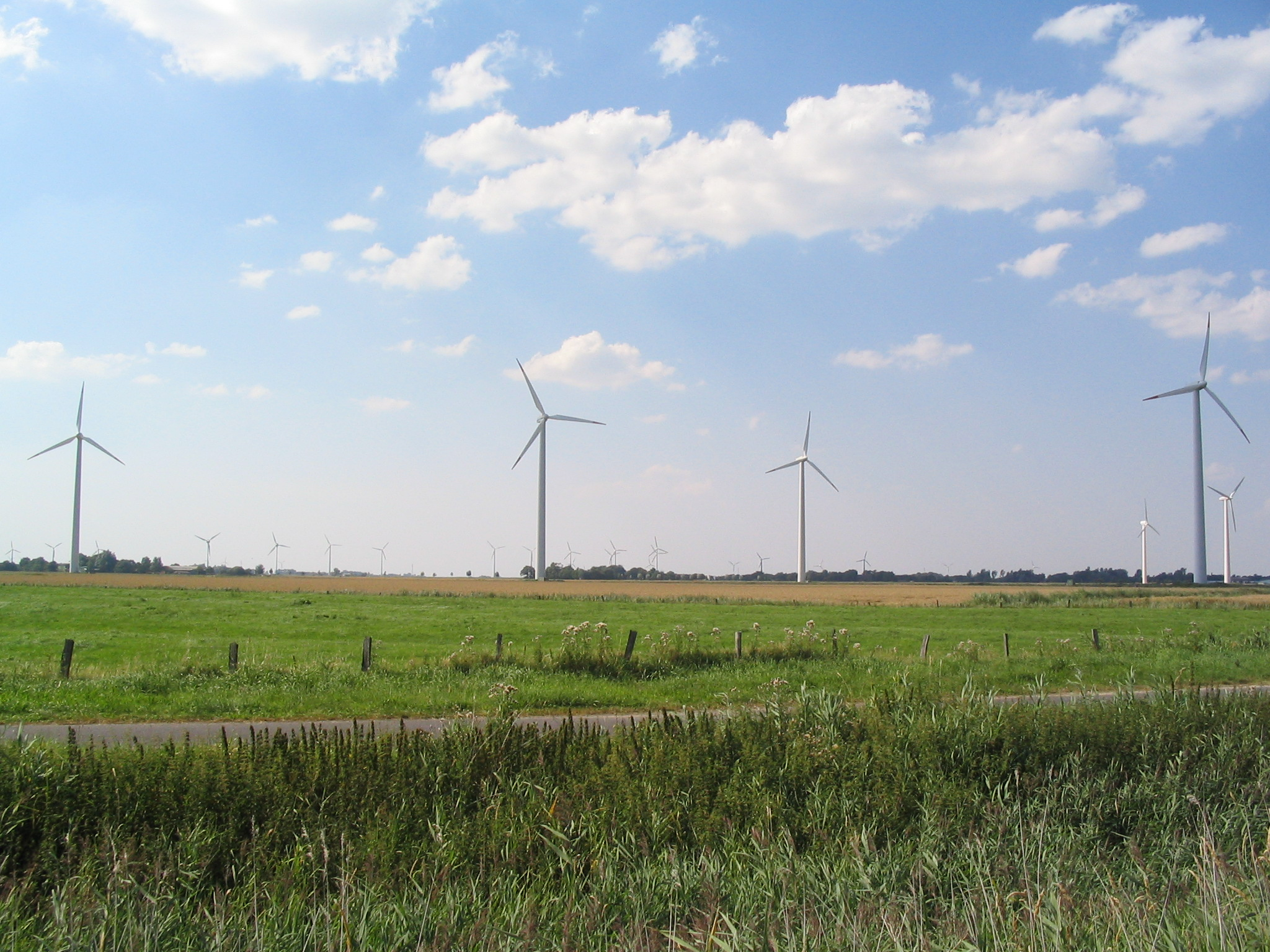
Éoliennes dans la campagne allemande.

Un développement significatif des énergies renouvelables, eu égard à leur faible densité surfacique de puissance, aura des effets sur les paysages et le milieu, avec des différences sensibles d'impact écologique ou paysager selon l'installation concernée et selon que le milieu est déjà artificialisé ou que l'aménagement projeté vise un espace encore sauvage. Les impacts paysagers et visuel sont pour partie subjectifs.
La construction des grandes installations (type centrale solaire) a toujours un impact sur le paysage. On cite souvent les grandes éoliennes, et plus rarement les toitures solaires. C'est pourquoi des efforts sont faits pour tenter de mieux intégrer ces installations dans le paysage. Une production décentralisée peut aussi théoriquement diminuer le besoin de pylônes et lignes à haute tension, mais l'expérience des pays déjà largement engagés dans les énergies renouvelables montre qu'elles accroissent les besoins en lignes à haute tension : ainsi, l'Allemagne a besoin de 3 600 km de lignes supplémentaires à 380 kV d'ici à 2025 pour acheminer l'électricité des éoliennes, situées très majoritairement dans le nord du pays, vers les villes du sud. L'essor des éoliennes en mer nécessite d'installer des lignes à haute tension pour les raccorder au réseau ; de plus, les énergies renouvelables ayant un caractère intermittent, il faut développer fortement les interconnexions de telle sorte qu'il soit possible de fournir l'énergie grâce à d'autres moyens de production ; ainsi, la Norvège met à profit les capacités de régulation de ses barrages pour développer massivement ses interconnexions : quatre existent déjà avec le Danemark, mais d'autres sont en discussion avec l'Allemagne, les Pays-Bas, le Royaume-Uni. Les réseaux moyenne tension peuvent être enterrés.
RTE et l'Agence internationale de l'énergie estiment que le développement des énergies renouvelables nécessitera une interconnexion plus poussée : un « système électrique avec une part très élevée d'énergies renouvelables s’accompagnerait d’une plus grande empreinte territoriale des réseaux », ce qui pose un problème d'acceptabilité sociale.

### Disponibilité des ressources minières
Les techniques développées pour la production d’électricité à partir d’énergies renouvelables nécessitent une quantité accrue et plus diversifiée de matières minérales, à quantité d’énergie produite constante, par rapport aux technologies traditionnelles (hydraulique, fossile et nucléaire),,.
Les technologies renouvelables dépendent de plusieurs métaux fonctionnellement importants, tels que l’argent, l’indium, le tellure, le néodyme, le gallium, et plusieurs terres rares. La littérature scientifique ne s’accorde pas sur la gravité des contraintes d’approvisionnement potentielles de ces matériaux critiques. Néanmoins, ces terres rares sont de moins en moins nécessaires dans la production des équipements d'énergie renouvelables, l'industrie cherchant des substituts : ainsi, les aimants permanents permettent de se passer du dysprosium dans les turbines d'éoliennes, et le nouveau moteur électrique de l'alliance Renault-Nissan ne contient pas de terres rares. Des entreprises de production d'énergie renouvelable ont éliminé totalement les terres rares. Par ailleurs, l'extraction des minéraux nécessite beaucoup d'eau.
Dans le « Plan de transformation de l'économie française » de The Shift Project, le système électrique devient « l'infrastructure énergétique majeure de demain ». The Shift Project, qui prévoit une augmentation de la consommation d'électricité d'environ 20 % d'ici 2050, s'appuie sur le scénario N03 de RTE (54 % de nucléaire et 19 % de renouvelable en 2050) et va plus loin, puisqu'il définit une électricité décarbonée à hauteur de 27 % de la production, désignée par « reste à arbitrer » et composée soit d'énergies renouvelables, soit de nucléaire additionnel. Le choix de l'inclusion des énergies renouvelables dans cette part est conditionné par la capacité de celles-ci à ne pas consommer les matériaux de manière excessive, en particulier le cuivre et l'aluminium. Toujours en raison de possibles pénuries de minerais, des chercheurs préconisent un « recyclage agressif » et prônent une modération de la croissance,.

### Contraintes économiques et organisationnelles
La mise en œuvre concrète se confronte à des contraintes d'environnement et de marché (la logique des fonds de placement n'est pas toujours une logique d'investissement), de gouvernance et au cadre du droit, qui tous évoluent.
Les agents économiques concernés sont en outre souvent dispersés. Il faut les rassembler et imaginer des conditions d'organisation adaptées : contrats de filière, contrats territoriaux, planification de réseaux électriques intelligents adaptés aux ENR, « contrats d'implantation » des unités de production énergétique. La définition des filières et leur organisation se construisent peu à peu et avec l'évolution technique et juridique.

### Contraintes environnementales
L'énergie hydroélectrique est sensible aux effets du changement climatique. Dans le contexte du changement climatique, l'Agence internationale de l'énergie (AIE) recommande aussi en 2013 de mieux préparer le réseau électrique aux événements climatiques,. Ainsi, les perturbations du réseau d'électricité aux États-Unis liées aux conditions météorologiques ont été décuplées de 1992 à 2012. Les événements météorologiques représentent 20 % environ de toutes les perturbations au début des années 1990, mais en représentaient 65 % en 2008. L'agence recommande aussi d'améliorer l’efficience des systèmes de climatisation, y compris dans les pays en développement.

## Aspects économiques

### Coûts
Pour la construction de nouvelles centrales de production d'électricité, selon une étude de la banque Lazard, il est devenu plus avantageux en 2019 de miser sur le solaire et l'éolien, dans presque tous les pays, de l'Europe aux États-Unis, en passant par l'Australie, le Brésil, l'Inde, l'Afrique du Sud et le Japon ; mais ces énergies ne sont pas toujours disponibles immédiatement et restent donc « complémentaires » de la production d'électricité basée sur les énergies fossiles ou le nucléaire. L'Agence internationale de l'énergie (AIE) considère que dans les pays émergents, les freins au développement sont les barrières réglementaires, les contraintes de réseaux et les conditions microéconomiques, tandis que dans les pays développés le développement rapide des renouvelables conduit à fermer des centrales électriques thermiques.
| Source | Éolien                        | Solaire PV                        | Charbon          | Gaz en cycle combiné |
| ------ | ----------------------------- | --------------------------------- | ---------------- | -------------------- |
|        | Éolien terrestre bas \| moyen | Échelle industrielle bas \| moyen | Existant \| neuf | Existant \| neuf     |
| BNEF   | 27 \| 47                      | 26 \| 51                          |                  |                      |
| Lazard | 28 \| 41                      | 32 \| 37                          | 33 \| 109        | 44 \| 56             |
| IRENA  | 44 \| 56                      | 58 \| 85                          |                  |                      |

En comparaison, le coût de production du nucléaire historique en France est de l’ordre de 30 à 60 €/MWh ; le chiffre de 60 intègre les coûts de démantèlement et de retraitement du combustible. Le coût de l’EPR de Flamanville est estimé en 2019 à 12,4 milliards d’euros ; pour une puissance de 1 630 MW et un taux d’utilisation de 85 %, le coût de revient serait de 154 €/MWh.
En mai 2019, l'Agence internationale pour les énergies renouvelables (IRENA) a publié une étude sur les coûts de 17 000 projets EnR et 9 000 appels d'offres qui a révélé que « dans la plupart des régions du monde aujourd'hui, les énergies renouvelables sont la source de nouvelle production d'électricité la moins coûteuse. À mesure que les coûts des technologies solaires et éoliennes continueront de baisser, cela deviendra le cas dans encore plus de pays. Parmi les projets qui entreront en service en 2020, 77 % des projets d'éolien terrestre et 83 % des projets de grandes centrales photovoltaïques devraient offrir une nouvelle source d'électricité moins coûteuse que l'alternative la moins chère des combustibles fossiles, et ce sans aide financière ».
En octobre 2019, Bloomberg New Energy Finance relève que « le prix de l'énergie éolienne et solaire continue de baisser, l'éolien en mer affichant les réductions de coûts les plus impressionnantes et le photovoltaïque solaire et l'éolien terrestre étant désormais aussi bon marché que toute autre source d'énergie en Californie, en Chine et dans certaines régions d'Europe ». L'organisme conclut : « En conséquence, les centrales électriques à combustibles fossiles sont de plus en plus marginalisées sur un certain nombre de marchés, une tendance qui devrait se poursuivre dans les années à venir ».
En novembre 2019, selon la banque Lazard, « l'énergie éolienne terrestre et l'énergie solaire à l'échelle industrielle, qui sont devenues compétitives en termes de coûts par rapport à la production conventionnelle il y a plusieurs années sur une base de nouvelle construction, continuent à maintenir leur compétitivité avec le coût marginal des technologies de production conventionnelles existantes ».
En décembre 2019, le rapport World Nuclear Industry Status Report du militant antinucléaire Mycle Schneider estime que « l’analyse des coûts actualisées de l’énergie pour les États-Unis montre que l’ensemble des coûts de production d’électricité d’origine renouvelable se situe désormais en dessous de ceux du charbon et du gaz à cycle combiné. Entre 2009 et 2018, les coûts du solaire commercial ont baissé de 88 % et ceux de l’éolien de 69 %, alors que dans le même temps, ceux du nucléaire augmentaient de 23 % »,,,.
Cependant, les sources d'énergie intermittentes, telles que l'énergie éolienne et solaire, peuvent entraîner des coûts supplémentaires liés à la nécessité de disposer d'un stockage ou d'une production de secours. Dans certaines régions et certaines périodes, le solaire photovoltaïque peut être très compétitif s'il produit lorsque la demande et les prix sont les plus élevés, comme pendant les pics de la mi-journée en été, observée dans les pays où l'air conditionné est un grand consommateur.
Au cours de la crise énergétique mondiale de 2021-2023, l'inflation galopante dans l'énergie touche également les énergies vertes : selon l'AIE, « en mars 2022, le prix de l'acier a progressé de 50 %, le cuivre de 70 %, le prix de l'aluminium a doublé et les coûts de transport des marchandises ont quintuplé. Nous estimons que les coûts d'investissements pour construire de nouvelles capacités éoliennes sur terre ou solaire ont augmenté de 15 % à 25 % entre 2020 et 2022 » ; l'éolien en mer est aussi directement concerné puisque l'acier représente jusqu'à 90 % des coûts d'investissement de ses projets. Pour les développeurs de projets renouvelables, ce contexte crée un effet ciseaux sur les projets dont le prix de l'électricité produite a été contractualisé avant la crise. À l'avenir par contre, ils estiment être en mesure de répercuter ces hausses de prix à leurs clients.
En 2023, les pétroliers européens ralentissent le rythme de leurs investissements verts à cause de la flambée des coûts des énergies renouvelables alors que la très bonne tenue des cours du gaz et du brut rend les investissements pétroliers et gaziers plus rentables que ceux dans les énergies renouvelables. La part des investissements de BP dans les énergies bas carbone recule de 30 % en 2022 à moins de 10 % en 2023 et chez Shell, de 16 % à 10 %. Par contre, le norvégien Equinor maintient ses objectifs et TotalEnergies accroit ses investissements dans les technologies bas carbone de 25 % en 2022 à près de 30 % en 2023.

### Externalités
Les énergies renouvelables, comme toutes les autres, induisent des externalités, c'est-à-dire des coûts qui sont supportés par des personnes ou entités autres que leurs producteurs.
Comparer le prix de l'électricité renouvelable et celui d'autres sources implique de prendre en compte les coûts des externalités négatives (dommages causés à autrui ou à l'environnement sans compensation, dont ceux des effets des émissions de gaz à effet de serre). En effet, ces coûts ne sont pas intégrés dans la formation des prix de marché ; des tentatives ont été faites pour corriger ce biais du marché, en particulier par le marché du carbone où s'échangent des droits d'émission de GES. La taxe carbone s'est montrée efficace dans les pays où elle a été mise en place (Danemark, Finlande, Suède,,).
Une étude publiée en 2014 par deux chercheurs d'EDF et de Compass Lexecon (en) pour le débat sur la transition énergétique décrit ces externalités et en tente un premier chiffrage en les répartissant selon les trois enjeux principaux soulevés par l'insertion des EnR intermittentes :
- l’adaptation à la courbe de charge résiduelle (Adequacy) : des moyens de pointe supplémentaires deviennent nécessaires selon le degré de corrélation entre la demande et le productible EnR en période de pointe ; par exemple, les besoins de moyens de pointe dus à l'éolien pourront dépendre de la possibilité de subir une vague de froid associée à un épisode très peu venteux ;
- ajustement en temps réel offre-demande (Balancing) : l’accroissement de la variabilité de la demande résiduelle (résultant de la soustraction de la production EnR de la demande brute) et de son incertitude (prévision imparfaite) implique des besoins supérieurs de flexibilité et de réserves ;
- renforcement des réseaux : au-delà du simple coût de raccordement, les besoins de renforcement des réseaux croissent avec la puissance installée, pour permettre le foisonnement et le maintien de la qualité de la fourniture.

Un quatrième enjeu pourrait prendre de l'importance lorsque les EnR atteindront des taux de pénétration élevés : les déversements (pertes de production qui deviendront inévitables pendant les périodes où la production EnR dépassera la demande totale, y compris les possibilités d'exportations) ; il arrive déjà que de telles pertes se produisent au Danemark et en Allemagne.
L'étude de Renaud Crassous et Fabien Roques fournit une évaluation, sur la base des études sur les systèmes existants avant 2013, des coûts d'insertion des énergies intermittentes pour un taux de pénétration de 10 à 15 % :
- pour l'éolien : de l'ordre de 10 €/MWh (adequacy 5 €/MWh + balancing 2 €/MWh + réseau 4 €/MWh) ;
- pour le solaire : de l'ordre de 25 €/MWh (adequacy 12 €/MWh + balancing 2 €/MWh + réseau 10 €/MWh).

Pour des taux de pénétration plus élevés, les coûts réseaux seront probablement en forte augmentation, car des renforcements structurants en très haute tension importants deviendront indispensables ; les perspectives de percées technologiques sur les nouvelles technologies de stockage (batteries, hydrogène), encore loin de la compétitivité pour des usages réseau, pourraient à long terme changer ce diagnostic, étant entendu que le coût futur du stockage serait à inclure dans les coûts d’insertion.
Le rapport sur les coûts de la décarbonation publié en 2019 par l'Organisation de coopération et de développement économiques et l'Agence pour l'énergie nucléaire estime les coûts systèmes liés aux énergies intermittentes (éolien et solaire photovoltaïque) à moins de 10 $/kWh lorsque la part de ces énergies est de 10 %, et à plus de 50 $/kWh, soit près de 100 %, si leur part atteint 75 %. Ces chiffres sont en contradiction avec ceux estimés dans le cadre d’études de scénarios ou les EnR deviennent prépondérantes (ADEME, Agora Energiewende, Enerpresse).

### Effets sur les prix de marché
Pendant les périodes de faible demande (dimanches, été), les prix de l'électricité sur les marchés de gros passent de plus en plus souvent en territoire négatif. Ainsi, le dimanche 5 avril 2020, alors que la demande était fortement réduite du fait d'une température très clémente et surtout des mesures de confinement décidées en réponse à la pandémie de Covid-19, les prix de gros de l'électricité sont devenus négatifs en France, en Angleterre, en Belgique, en Allemagne, aux Pays-Bas et en Autriche. En France, où ce phénomène s'est alors produit pour le quatrième dimanche consécutif, ils ont atteint un point bas à 21,06 €/MWh et en Allemagne à 50,26 €/MWh. La croissance des énergies renouvelables dans les mix énergétiques des pays européens accroît le déséquilibre du marché : appelés en priorité par le réseau de transport d'électricité, les producteurs d'énergie solaire et éolienne bénéficient en effet de tarifs de rachat garantis de leur électricité ; ils n'ont donc aucun intérêt à débrancher leurs centrales, quelle que soit la demande.
Les prix négatifs, qui peuvent notamment survenir lors des creux de consommation en raison de capacités de production difficilement modulables, en particulier lorsque les productions éolienne et solaire couvrent une part importante de la consommation, sont de plus en plus fréquents en Allemagne : le nombre de périodes horaires avec des prix négatifs est passé de 134 en 2018 à 211 en 2019.

### Financement par le marché
Selon le bilan annuel 2015 commandé par le Programme des Nations unies pour l'environnement, les investissements mondiaux dans les énergies renouvelables ont progressé de 5 % en 2015, à 286 Mds $ (milliards de dollars) (hors grands projets hydroélectriques, estimés à 43 Mds $), dépassant leur précédent record de 278,5 Mds $ atteint en 2011 ; ce record a été obtenu malgré la chute des prix des combustibles fossiles. Les investissements dans les installations de production d'énergies renouvelables ont représenté plus du double de ceux dans les énergies fossiles (charbon et gaz), estimés à 130 Mds $. La part des énergies renouvelables dans la production d'électricité n'est cependant encore que légèrement supérieure à 10 %. Pour la première fois, les investissements des pays en développement et émergents ont dépassé ceux des pays développés : 156 Mds $ (+19 %) contre 130 Mds $ (−8 %) ; la Chine à elle seule a investi 102,9 Mds $ (+17 %), soit 36 % du total mondial, suivie par l'Europe : 48,8 Mds $ (−21 %), les États-Unis : 44,1 Mds $ (+19 %) et l'Inde : 10,2 Mds $ (+22 %),. Le solaire arrive en tête avec 161 Mds $ (+12 %), suivi par l'éolien : 109,6 Mds $ (+4 %) ; les autres énergies renouvelables totalisent 15,2 Mds $ et ont toutes connu un fort recul en 2015 ; ainsi, les investissements dans les biocarburants sont tombés à 3,1 Mds $ alors qu'à leur apogée en 2007 ils atteignaient 28,3 Mds $ ; les investissements en biomasse-déchets sont tombés à 6,0 Mds $ contre 18 Mds $ en 2011.
La maturité du marché des énergies renouvelables est attestée par l'essor des obligations vertes (green bonds en anglais) : alors que les émissions cumulées de ces titres atteignaient 17,4 milliards de dollars fin 2013, plus de 26 Mds $ ont été émis sur les neuf premiers mois de 2014 ; les émissions de 2014 devraient totaliser 40 Mds $ et celle de 2015 près de 100 Mds $. En novembre 2013, EDF a émis 1,4 Mds € dont 550 M€ ont été investis dans neuf parcs éoliens et une installation de biométhanisation situés aux États-Unis, au Canada et en France ; GDF Suez a levé 2,5 Mds € en mai 2014.
En octobre 2014, le plus grand gestionnaire d'actifs européen, Amundi, et l'électricien EDF ont annoncé un partenariat pour proposer des produits d’épargne investis dans les énergies renouvelables par la création d’une société de gestion commune, qui espère lever 1,5 milliard d’euros auprès d’investisseurs institutionnels et de particuliers dans ses deux premières années d’exercice.
L’initiative RE 100, lancée en septembre 2014 lors de la Climate Week de New York, regroupe début décembre 2015 45 grandes entreprises qui se sont engagées à consommer 100 % d’électricité verte en 2020, ou parfois un peu plus tard. Parmi elles, des industriels (Johnson & Johnson, Nestlé, Nike, Philips, Unilever), des banques (Goldman Sachs, Commerzbank, UBS), des distributeurs (Ikea, Marks & Spencer, H&M) et une entreprise française : La Poste. Apple a reçu les félicitations de Greenpeace dans son dernier rapport sur les politiques environnementales des géants du Web, car il atteint un taux de 100 % dans ses centres de données. Google investit également dans des projets d’énergie éolienne ou solaire et se définit d’ores et déjà comme le plus gros acheteur « corporate » d’énergie verte dans le monde. Son campus de Mountain View est alimenté à 100 % par des éoliennes. En 2014, 37 % de l’électricité que le groupe a consommée était d’origine renouvelable, et il s’est publiquement engagé à tripler ses achats d’électricité verte d’ici à 2025. EDF Renouvelables a conclu un contrat avec Google qui s’est engagé à acheter, pendant quinze ans, l’électricité qui sera produite par le parc éolien Great Western, situé dans le nord-ouest de l’Oklahoma (200 MW) ; EDF Renouvelables a aussi conclu des accords similaires avec Microsoft et Procter & Gamble.
Des fonds d'investissement dévolus aux énergies renouvelable sont proposés par des sociétés de gestion d'actifs financiers.

### Achat direct par des entreprises
Les contrats de vente de long terme (Power Purchase Agreement, PPA) entre des producteurs d'électricité renouvelable et de grandes entreprises sont courants aux États-Unis, qui concentrent 60 % de la capacité contractualisée dans le monde fin 2016 (16 GW). En Europe, de tels contrats ont été négociés en Grande-Bretagne, aux Pays-Bas, en Suède et en Espagne ; en France, la SNCF et Aéroports de Paris ont lancé des consultations pour des fournitures à prix fixe sur 10 à 20 ans.
En 2018, 7,2 GW de nouveaux contrats de long terme ont été signés par des entreprises entre janvier et juillet, contre 5,4 GW pour l'ensemble de l'année 2017. Les États-Unis restent en tête, avec Facebook (1,1 GW) suivi par AT&T ; en Europe, 1,6 GW ont été signés contre 1,1 GW en 2017, dont les trois quarts par les producteurs d'aluminium Norsk Hydro et Alcoa ; en France, Engie a lancé un appel à candidatures pour vendre de la production renouvelable « dans un cadre hors subventions » à ses clients, via un contrat d'achat de long terme.
La capacité cumulée des contrats de vente de long terme conclus en Europe atteint 23,6 GW à la fin d'octobre 2022. Le volume de ces contrats chute à 3,5 GW sur les dix premiers mois de 2022 contre 8,1 GW en 2021. La hausse des coûts et des désorganisations des chaînes d'approvisionnement à la suite de la guerre en Ukraine a accru la difficulté à développer de nouveaux actifs renouvelables. Le contexte de volatilité des prix ralentit le processus de décision dans les entreprises, qui hésitent à s'engager à long terme. Enfin, la flambée des prix spot de l'électricité incite les énergéticiens à vendre directement sur les marchés de gros.

### Subventions aux énergies renouvelables
Certaines énergies renouvelables sont rentables et se sont développées spontanément : énergie hydroélectrique (réserve d'eau et d'énergie potentielle), certaines énergies issues de la biomasse (bois, résidus agricoles, déchets urbains) ; d'autres, dont le coût de production dépasse leur valeur économique ou dont le retour sur investissement est long, n'ont pu démarrer que grâce à des aides ou subventions les rendant rentables pour les investisseurs.
Les systèmes de subventions en cours varient selon le pays et le contexte local, pouvant parfois se superposer, en particulier lorsque plusieurs niveaux de pouvoir politique interviennent :

#### États-Unis
L'American Reinvestment and Recovery Act (plan de relance de 2009) a accordé un crédit d'impôt sur la production : renewable energy Production Tax Credit (PTC) de 2,3 c$/kWh pendant dix ans ; l'Energy Policy Act de 2005 instituait au niveau fédéral des crédits d'impôt pour les énergies renouvelables, reconduits en 2008 : le renewable energy Investment Tax Credit (ITC), crédit d'impôt de 30 % des investissements dans les systèmes solaires résidentiels et commerciaux, les piles à combustible et le petit éolien (< 100 kW), et de 10 % pour la géothermie, les micro-turbines et les centrales de cogénération de moins de 50 MW, jusqu'au 31 décembre 2016 ; de plus, une trentaine d'États ont aussi leur programme de soutien sous forme de tarifs d'achat, de subventions ou de quotas. La Californie a accordé dès les années 1980 des déductions fiscales qui ont permis la construction de parcs éoliens tels qu'Altamont Pass (576 MW, 1981-1986).

#### Australie
Le système de certificat vert est utilisé. Le programme RET (Renewable Energy Target, Objectif d'énergie renouvelable), institué par des lois de 2000 et 2001, a pour but d'amener la part des énergies renouvelables dans la production d'électricité australienne à 20 % en 2020, grâce à un système de certificats (Large-scale Generation Certificates et Small-scale Technology Certificates) émis pour chaque MWh d'électricité renouvelable produit par les producteurs d'EnR, qui les vendent aux fournisseurs d'électricité, qui les remettent en fin d'année au Clean Energy Regulator pour attester de leur conformité aux objectifs annuels du programme RET. Ces certificats verts sont également utilisés au Royaume-Uni (ROCs - Renewable Obligation Certificate System), en Suède, en Belgique, en Pologne, ainsi que dans 31 États des États-Unis qui ont institué des quotas d'énergie renouvelable dans l'électricité commercialisée (cf. plus bas : systèmes de quotas).

#### Europe
Le système de soutien le plus utilisé initialement, à la suite de la mise en place de la Directive 2001/77/CE, est celui des tarifs d'achat réglementés (en anglais : feed-in tariff, c'est-à-dire tarif d'injection [au réseau]) : les fournisseurs d'électricité ont l'obligation légale d'acheter toute la production des installations de production d'électricité à partir d'énergie renouvelable, pendant 10 à 20 ans, à des tarifs fixés par l'administration ; le surcoût de ces tarifs par rapport aux prix du marché de gros est remboursé aux fournisseurs au moyen d'une surtaxe sur les factures d'électricité des consommateurs.

##### Allemagne
Le tarif d'achat réglementé était en 2012 de 8,8 c€/kWh pour les éoliennes terrestres et 15,6 c€/kWh pour les éoliennes en mer ; il est répercuté sur les consommateurs d'électricité par le biais de l'équivalent de la CSPE, appelé EEG-Umlage qui atteignait 5,277 c€/kWh en 2013 (+0,25 c€/kWh de taxe pour les éoliennes en mer) sur un prix moyen de l'électricité pour un ménage-type allemand de 28,5 c€/kWh.

##### France
Le tarif d'achat a été fixé pour l'éolien par l'arrêté du 17 novembre 2008 à 8,2 c€/kWh (indexé ensuite selon une formule qui l'amenait en 2012 à 8,74 c€/kWh) ; le surcoût par rapport au prix du marché (moyenne en 2015 : 42,6 €/MWh, soit 4,26 c€/kWh), calculé à 3 156,1 M€ en 2013 par la Commission de régulation de l'énergie, qui l'évalue à 3 722,5 M€ pour 2014 et 4 041,4 M€ pour 2015, est répercuté sur les consommateurs d'électricité par le biais de la contribution au service public de l'électricité (CSPE), fixée à 13,5 €/MWh en 2013, 16,5 €/MWh en 2014 et 19,5 €/MWh en 2015 alors que la CRE estime qu'elle devrait être fixée à 25,93 €/MWh pour couvrir les charges et les arriérés ; la compensation du surcoût des EnR représente 63,7 % de la CSPE, et le photovoltaïque représente 62 % de ces 63,7 %.
Un autre dispositif fréquemment utilisé (conjointement à celui des tarifs d'achat) est celui des appels d'offres : en France, il a pour finalité de soutenir les filières en retard de développement et est utilisé surtout pour les grandes installations (parcs éoliens en mer, grandes centrales solaires, centrales à biomasse…) ; la Cour des Comptes relève que certains appels d'offres n'ont pas atteint leurs objectifs (cahier des charges insuffisamment respecté par les projets, tarifs proposés trop élevés, nombre insuffisant de projets candidats, etc.) : celui de 2004 lancé pour installer 500 MW d’éolien terrestre n’a retenu que 287 MW, soit 56 % de l'objectif ; celui de 2010 n'a retenu que 66 MW pour un objectif de 95 MW. Pire, de nombreux appels d’offres n’ont pas permis de limiter les prix proposés par les porteurs de projet, soit par manque de concurrence, soit du fait de difficultés techniques ayant incité les candidats à prendre des marges de risque importantes, en particulier celui qui a été lancé en 2011 pour des parcs éoliens en mer : le prix de référence fixé dans l'appel d'offres n'a pas été respecté pour trois des quatre sites concernés.

#### Quotas
Des systèmes de quotas sont utilisés aux États-Unis et en Chine : la puissance publique impose aux entreprises électriques une contribution minimale d’énergies renouvelables en termes de capacité installée ou d’électricité produite sous la forme de quotas, qui évoluent dans le temps avec les objectifs de politique énergétique ; ce dispositif est très souvent complété par d’autres mécanismes de soutien tel que les crédits d’impôts, ainsi, dans les États américains où ce système est mis en place, sa contribution à la valorisation des kWh n’est que de l’ordre de 25 %. Ces États américains, au nombre de 31, ont institué des « normes de portefeuille d'énergie renouvelable » (Renewable portfolio standard, RPS) qui obligent les fournisseurs d'électricité à atteindre une certaine part d'énergie renouvelable dans l'électricité commercialisée (ex. : 15 % en 2025 en Arizona, 30 % en 2020 au Colorado, 33 % en 2020 en Californie) ; les producteurs de ces énergies reçoivent des certificats (REC) pour chaque kWh produit, qu'ils vendent à leurs clients fournisseurs en même temps que leur électricité ; les fournisseurs peuvent alors présenter ces certificats à l'administration pour démontrer leur conformité au RPS ; sinon ils doivent payer des pénalités. Un rapport constate que ce système de RPS est plus efficace lorsqu'il est combiné avec les crédits d'impôt fédéraux (PTC).

#### Contrat pour différence
Le contrat pour différence (ou prime ex-post) est un système en vigueur en 2014 sur option en Allemagne, en Italie et au Royaume-Uni, et préconisé par la Commission européenne : un niveau de référence (target price) est défini par le régulateur ; le producteur vend l’électricité produite au prix de marché de gros, directement ou via un « intégrateur », notamment pour les acteurs sans accès direct au marché (petits producteurs) ; le producteur perçoit un complément de rémunération (« prime ») dans le cas où la différence entre le niveau de référence et le prix de marché est positive ; sinon le producteur doit verser le surplus perçu ; une variante (le contrat pour différence asymétrique) ne prévoit pas ce reversement. Selon le SER, ce système impose au producteur des coûts supplémentaires de commercialisation pouvant aller jusqu'à 10 % du coût d'achat.
Une variante, la prime ex-ante, appliquée en Espagne jusqu'en 2008 et au Royaume-Uni depuis 2014 en option, prévoit une prime définie initialement par le régulateur et fixée pour une durée limitée ; cela simplifie le système et diminue donc son coût, mais suppose des hypothèses sur les prix de marché futurs et donc un risque pour le producteur.
En réaction au poids croissant des subventions aux énergies renouvelables, les États envisagent en 2014 des réformes pour améliorer l'efficacité des systèmes de soutien en accroissant leur sélectivité et en cherchant à insérer progressivement les EnR dans les mécanismes de marché ; c'est ce que préconisent la Commission européenne, la Cour des comptes française et la Commission de régulation de l'énergie (CRE). C'est également dans ce sens que se dirigent la réforme en cours de lancement en 2014 en Allemagne et les projets esquissés par le gouvernement français dans le cadre de la transition écologique. Le Syndicat des énergies renouvelables et le CLER - Réseau pour la transition énergétique contestent ces projets, en particulier l'idée lancée par la Commission européenne de lancer des appels d'offres technologiquement neutres (mise en concurrence de l’ensemble des technologies), qui selon eux empêcherait le développement de filières industrielles nouvelles ; pour eux, les appels d'offres devraient être réservés aux gros projets, de même que la mise en œuvre à terme d’un mécanisme de « prix de marché plus prime ex-post » (Feed-in-Premium ex-post, ou contrat pour différence). Ils souhaitent que les petites installations continuent à bénéficier de l'obligation d'achat à tarif réglementé,.
Le ministère de l'Énergie annonce le 16 janvier 2015 sa décision de remplacer le système des tarifs d’achat par un dispositif de vente sur le marché, assorti d’une prime variable, calculée par différence entre le prix moyen de l’électricité sur le marché et un prix cible maximal, en application des nouvelles lignes directrices sur les aides d’État adoptées en avril 2014 par la Commission européenne. Cette évolution doit s’appliquer seulement aux grandes installations (hors filières émergentes comme l’éolien en mer) ; elle sera incluse dans la loi sur la transition énergétique. À compter du 1er janvier 2017, les producteurs devront aussi renoncer au système du guichet ouvert pour les installations d’une certaine taille, qui seront alors attribuées exclusivement par appel d’offres.
À compter du 1er janvier 2016, ce nouveau dispositif s’applique aux installations de puissance installée supérieure à 500 kW, hors filières émergentes comme l’éolien en mer ; l’éolien terrestre bénéficie d’un délai supplémentaire de deux ans ; le solaire photovoltaïque, qui dépend des appels d’offres pour les grandes centrales, est concerné dès 2016, ainsi que la biomasse, la géothermie et le biogaz. Pour vendre leur électricité sur le marché, de nombreux producteurs d’énergie verte doivent se tourner vers un intermédiaire : l’agrégateur, car les producteurs doivent fournir des prévisions, et subissent des pénalités en cas d'erreur ; or, dans les renouvelables, il est difficile d’établir des estimations fiables, surtout pour les petits producteurs ; les agrégateurs, qui achètent de l’électricité à plusieurs producteurs, voient leurs risques d’erreur minimisés grâce à la diversification de leur portefeuille. Parmi les agrégateurs, outre EDF et Engie, les acteurs allemands vont mettre à profit leur expérience.
En Allemagne, la vente directe des énergies renouvelables assortie d'une prime de marché, possible depuis 2012 et obligatoire depuis 2014 pour les nouvelles installations de plus de 500 kW, a du succès : selon les gestionnaires de réseaux, deux tiers de la production d'électricité d'origine renouvelable devrait être vendue sur le marché en 2016 et environ trois quarts en 2019, selon la fédération professionnelle Bundesverband der Energie- und Wasserwirtschaft (de) (BDEW). Les agrégateurs allemands, dont l'électricien norvégien Statkraft, leader en Allemagne avec 8 700 MW, ou encore Next Kraftwerke, qui agrège un portefeuille de 1 500 MW composé de 3 000 installations, essentiellement des petites centrales à biomasse, éoliennes et solaires, comptent se positionner sur le marché français.

#### Montant des subventions
En France, la Commission de régulation de l'énergie (CRE) dresse chaque année l'inventaire des charges de service public (surcoûts créés par les obligations de service public) ; en 2018, les surcoûts découlant de l'obligation d'achat des EnR ont atteint 4 659 millions € au titre des contrats d'achat et 8,8 millions € au titre des compléments de rémunération. Ces subventions sont financées par la taxe intérieure sur la consommation finale d’électricité (TICFE) et la taxe intérieure sur la consommation de gaz naturel (TICGN) ; la TICFE sur l'électricité est fixée de 2017 à 2019 à 22,5 €/MWh, soit 2,25 c€/kWh. La CRE constate que les charges de service public liées aux EnR sont en baisse en 2018, du fait de la hausse observée des prix de marché de gros de l’électricité au cours du deuxième semestre 2018 et de la baisse de la production et du coût d’achat subséquent pour la filière éolienne en raison d’une météorologie défavorable au cours de l’été 2018. Le soutien public aux énergies renouvelables augmente au cours de la décennie 2010, pour atteindre près de 6 milliards d’euros par an avant la crise énergétique de 2021-2023. Ce niveau devrait devenir la norme après 2025, puis décroître en raison des mécanismes existants.
En Allemagne en 2019, la contribution EEG (EEG-Umlage, équivalent allemand de la TICFE), a baissé de 5,7 % à 6,405 c€/kWh contre 6,792 c€/kWh en 2018, après une première baisse de 1,3 % en 2017. Cette baisse est principalement liée à la prévision de hausse des prix de gros de l’électricité et aux réformes qui ont privilégié les appels d'offres ; la contribution EEG avait progressé de 1 c€/kWh en 2006 à 6,35 c€/kWh en 2016. Pour 2020, la contribution EEG a été relevée de 0,35 c€, passant ainsi à 6,756 c€/kWh. Un rapport publié fin 2016 par l'Institut pour l'économie de marché de Düsseldorf évalue le coût de la transition énergétique en Allemagne jusqu'en 2025 à 520 milliards €, dont 408 milliards € de subventions aux énergies renouvelables (EEG-Umlage) et 55 milliards € de renforcements de réseaux.

### Industriels des énergies renouvelables
Les plans de relance annoncés en 2020 favorisant les énergies renouvelables, les « majors » de l'énergie renouvelable annoncent des objectifs ambitieux : l'italien Enel annonce un objectif de 70 milliards € d'investissement pour atteindre 60 GW de capacités de production en 2023, puis 120 GW à l'horizon 2030, contre 48 GW actuellement ; l'espagnol Iberdrola vise 60 GW en 2025, soit près du double de ses capacités actuelles, puis 95 GW en 2030. Total a relevé son objectif à 35 GW de capacités renouvelables en 2025, puis 85 GW en 2030. Engie compte accroitre son parc de 9 GW sur trois ans, puis de 4 GW par an. Pierre Georges, directeur chez S&P Global « s'attend à une multiplication par quatre des capacités dans le solaire, par sept dans l'éolien en mer et par trois dans l'éolien terrestre d'ici à 2030 ». Les huit principaux acteurs occidentaux pourraient investir plus de 250 milliards $ d'ici à 2030 pour atteindre leurs objectifs dans les énergies renouvelables.
| Groupe                            | Pays       | Puissance installée en GW (hors hydroélectricité) fin 2019 | Capitalisation boursière (milliards d'euros) au 25/11/2020 |
| --------------------------------- | ---------- | ---------------------------------------------------------- | ---------------------------------------------------------- |
| China Longyan Power               | Chine      | 20,5                                                       | 6,2                                                        |
| Iberdrola                         | Espagne    | 18,9                                                       | 71,8                                                       |
| NextEra Energy                    | États-Unis | 17                                                         | 127,9                                                      |
| Enel                              | Italie     | 14,3                                                       | 86,4                                                       |
| Huaneng Renewables                | Chine      | 12,1                                                       | non coté                                                   |
| EDP Renovaveis                    | Portugal   | 11,4                                                       | 15,2                                                       |
| Orsted                            | Danemark   | 9,8                                                        | 61,6                                                       |
| China Resources Power (Hong Kong) | Chine      | 9,8                                                        | 4,4                                                        |
| EDF                               | France     | 9,8                                                        | 36,7                                                       |
| Huadian Fuxin Energy (Hong Kong)  | Chine      | 9,4                                                        | 2,3                                                        |
| China Datang Corporation          | Chine      | 9                                                          | 1,1                                                        |
| RWE                               | Allemagne  | 8,6                                                        | 23,3                                                       |
| Engie                             | France     | 7,3                                                        | 30,8                                                       |
| Acciona                           | Espagne    | 7,2                                                        | 5,7                                                        |
| GCL New Energy (Hong Kong)        | Chine      | 7                                                          | 0,3                                                        |

### Prospective économique
L'Agence internationale de l'énergie (AIE) prévoit, en octobre 2019, que 1 200 GW de capacités supplémentaires d'énergies renouvelables seront installées d'ici à 2024 dans le monde, une augmentation du 50 % du parc installé, et que le solaire représentera près de 60 % de cette augmentation, grâce à la baisse des coûts des cellules photovoltaïques, qui devraient encore reculer de 15 à 35 % d'ici à 2024 ; l'éolien terrestre arrive en deuxième position ; l'éolien en mer verra sa base installée tripler au cours des cinq prochaines années, notamment en Europe où les appels d'offres se multiplient, aux États-Unis et en Chine, mais il représentera seulement 4 % des nouvelles capacités. La part des renouvelables dans la production d'électricité passerait ainsi de 25 % aujourd'hui à 30 % dans cinq ans. Le charbon verrait sa part réduite à moins de 35 %, mais il continuerait à progresser en valeur absolue et resterait la première source d'électricité dans le monde. La croissance prévue par l'AIE est cependant insuffisante pour tenir les objectifs de l'accord de Paris sur le climat : 280 GW par an de capacités renouvelables seraient nécessaires pour cela, soit moitié plus que le rythme actuel. Un an plus tard, les perspectives de l'AIE ont été profondément modifiées : la crise du Covid-19 a ébranlé les bases de secteurs économiques fortement émetteurs et plusieurs pays ont annoncé des objectifs de neutralité carbone d'ici le milieu du siècle. Dans ses prévisions mondiales, l'AIE a ajouté un scénario SDS (scénario de développement durable) et un scénario NZE2050 (Zéro émissions nettes en 2050), et reconnait que « le solaire devient le nouveau roi de l'électricité » et que la crise du Covid-19 « a catalysé une chute structurelle de la demande de charbon » avec des décisions de fermetures de centrales à charbon de 275 GW d'ici 2025, soit 13 % de la puissance installée de 2019. L'AIE estime cependant qu'« en l'absence d'un changement plus important dans les politiques, il est encore trop tôt pour prévoir un déclin rapide de la demande de pétrole » et souligne que pour atteindre les objectifs climatiques, des actions draconiennes doivent être lancées rapidement et bien au-delà du secteur de l'énergie.
Le rapport de synthèse du GIEC publié en 2014 a compilé 1 184 scénarios issus de 31 modèles, élaborés pour la plupart par le Potsdam-Institut für Klimafolgenforschung et par l'Université Stanford. Il remarque, dans sa partie « Adaptation, atténuation et développement durable », que dans les scénarios qui imposent un accès restreint à l'une des technologies bas carbone (abandon de l'énergie nucléaire ou du captage et stockage de dioxyde de carbone, recours restreint aux énergies renouvelables), « les coûts de l’atténuation du changement climatique peuvent augmenter considérablement ».
Une étude publiée en 2014 par l'Institut Fraunhofer prévoit que la transition énergétique allemande (Energiewende) sera rentabilisée à partir de 2030 ou 2035 par les économies d'énergies fossiles qu'elle permettra. La prévision est faite au sein d'un scénario sans augmentation du prix des énergies fossiles, tout en prenant en compte les investissements annexes : moyens de stockage (power-to-gas, power-to-heat, batteries), stations de recharge pour la mobilité électrique, pompes à chaleur, réseaux, etc. ; les auteurs insistent sur la priorité à donner aux secteurs du transport et du chauffage, bien plus qu'à la production d'électricité.
Le rapport ETP 2014 de l'AIE publié en mai 2014 étudie le scénario « 2DS » (pour « 2 degrees scenario »), visant à limiter l'augmentation moyenne de la température à 2 °C conformément aux recommandations du GIEC. L'analyse de ce scénario par l'AIE prévoit que les 44 000 milliards de dollars d'investissements mondiaux nécessaires pour une décarbonation du système énergétique sont compensés par les 115 000 Mds $ d'économies de combustibles qu'elle apporte ; même avec un taux d'actualisation de 10 %, le gain net serait encore de 5 000 Mds $.
Une équipe de recherche de l'université Stanford a montré que la production d'électricité à partir de la biomasse serait plus rentable économiquement et écologiquement que son utilisation dans les transports en tant que biocarburant. Pour cela, Elliott Campbell et ses collègues ont estimé la quantité de CO2 émise par une voiture électrique et par une voiture alimentée au bioéthanol, en intégrant l'énergie directement consommée et l'énergie grise. D'après leur calcul, une voiture électrique émet deux fois moins de CO2 qu'un véhicule identique fonctionnant à l'éthanol. En outre, un hectare de culture permet de parcourir 52 000 km à l’électricité contre 31 000 à l’éthanol[réf. incomplète].
Une étude de l’Ademe publiée en 2018 prévoit que « l’optimisation économique de l’évolution du système électrique français conduit à une part d’EnR de 85 % en moyenne en 2050, et de plus de 95 % en 2060 »,. En complément des énergies renouvelables, l’opportunité du développement d’une filière nucléaire de nouvelle génération (EPR) a été envisagée. Selon les hypothèses retenues par l'étude, le prolongement d'une partie du parc nucléaire actuel permettrait de réaliser une transition efficiente vers les énergies renouvelables, alors que le développement de la filière EPR ne serait pas compétitif. Cette étude fait l'objet d'une controverse « car si on décide de faire toute la place aux renouvelables intermittentes comme le propose l’Ademe, cela devrait coûter cher à la France par rapport à un futur raisonnable où toutes les options bas carbone, nouveau nucléaire y compris, auraient concouru sur un pied d’égalité économique ». De plus, certains observateurs estiment que les hypothèses ayant servi de base à l'étude de l'Ademe sont trop optimistes,,.
En octobre 2018, l'Agence allemande de l'énergie (Deutsche Energie-Agentur) publie une étude approfondie sur les transformations nécessaires pour atteindre en 2050 l'objectif de réduction des émissions de gaz à effet de serre de l'Allemagne de 80 % à 95 %. Un scénario de référence montre que la politique actuelle, fondée pour l'essentiel sur le développement des EnR, ne permettrait d'atteindre qu'une réduction de 62 %. L'étude construit quatre scénarios (deux visant 80 % de réduction, deux visant 95 %), qui mettent en œuvre des efforts plus ambitieux de réduction des consommations d'énergie (−44 % à −50 %) et une utilisation généralisée des carburants synthétiques renouvelables (hydrogène, méthane, GNL, essence et kérosène synthétiques), ainsi que la capture et séquestration de carbone pour les procédés industriels dont la décarbonation n'est pas possible autrement. La production d'électricité renouvelable devrait être multipliée par plus de quatre, et l'Allemagne deviendrait largement importatrice d'électricité dans les années 2030-2040 (92 à 155 TWh/an). Dans les scénarios à 95 % de réduction d'émissions, les importations de carburants synthétiques renouvelables atteindraient entre 396 et 744 TWh/an, la production nationale ne pouvant couvrir que 18 à 26 % des besoins.
Une étude universitaire finlandaise de 2019 estime qu'une transition énergétique mondiale vers 100 % d'énergies renouvelables est faisable et moins coûteuse en fonctionnement que le système énergétique mondial actuel et peut être réalisée d'ici 2050. Les auteurs concluent qu'un système électrique neutre en carbone peut être construit dans toutes les régions du monde d'une manière économiquement viable. Selon ce scénario, la transformation nécessitera des changements constants mais évolutifs au cours des 35 prochaines années. Le scénario permet notamment de réduire les coûts, sans recourir ni à l'énergie nucléaire, ni à la séquestration du dioxyde de carbone ; les installations nucléaires existantes sont toutefois utilisées jusqu'à la fin de leur durée de vie technique. Cette étude a fait l'objet d'une publication scientifique dans la revue Nature Communications.
Une étude publiée en 2019 par des chercheurs de l'université Stanford analyse le système énergétique de 143 pays représentant 99,7 % des émissions mondiales de CO2. Pour ces pays, les auteurs émettent l'hypothèse d'une transition énergétique à 100 % d'énergie renouvelable (éolienne, hydraulique, solaire) au plus tard en 2050. L'étude estime que cette transition réduit les coûts énergétiques des 143 pays analysés de 61 % par an.
Le 5 juillet 2013, l’AIE a recommandé quatre mesures urgentes et « sans regret », « qui ne devraient pas menacer la croissance économique » :
- investir dans l’efficacité énergétique dans le bâtiment, l’industrie et les transports, ce qui pourrait représenter jusqu’à 49 % des gisements de réduction ;
- mettre fin à la construction et à l’utilisation des centrales à charbon les moins efficaces ;
- réduire les émissions de méthane dans la production d’hydrocarbures ;
- éliminer les subventions aux énergies fossiles.

## Situation actuelle

Part de la consommation d'énergie finale couverte par des énergies renouvelables, par pays.

### Ensemble des énergies renouvelables
L'Agence internationale pour les énergies renouvelables (IRENA) estime la puissance installée des énergies renouvelables à la fin de 2023 à environ 3 869,7 GW contre 3 396,3 GW fin 2022, dont 1 961 GW en Asie (50,7 %), 787 GW en Europe (20,3 %), 530 GW en Amérique du Nord (13,7 %), 289 GW en Amérique du sud (7,5 %), 122 GW en Eurasie (Russie, Turquie, Caucase ; 3,2 %), 64 GW en Océanie (1,7 %), 62 GW en Afrique (1,6 %) et 35,5 GW au Moyen-Orient (0,9 %). La progression de la puissance installée en 2023 est estimée à 473,4 GW (soit +14 %) contre 307,5 GWc en 2022 (+10 %). Le photovoltaïque représente 73 % de cette progression (345,5 GWc). La Chine à elle seule dispose de 1 454 GW, soit 37,6 % du total mondial, et sa progression de 297,6 GW représente 63 % du marché mondial de 2023. L'Union européenne a 641,5 GW, soit 16,6 % du total mondial, puissance qui s'est accrue de 66,2 GW en 2023, soit 14 % du total mondial.
En 2023, selon le rapport « Renouvelables 2023 » publié le 11 janvier 2024 par l'Agence internationale de l'énergie (AIE), environ 507 GW ont été mis en service, soit 50 % de plus qu'en 2022 ; le photovoltaïque représente les trois quarts de ces nouvelles installations. En Chine, les installations éoliennes se sont accrues de 66 %. En 2023, les prix des modules photovoltaïques ont chuté de près de 50 %. Par contre, le secteur éolien européen est affecté par une envolée des coûts de production et des taux d'intérêt, et la longueur des procédures d'obtention de permis complique les installations. L'AIE relativise les espoirs d'un essor massif de l'hydrogène vert, estimant que seuls 7 % des projets annoncés devraient être réalisés d'ici à 2030, faute d'investissements et de demande suffisante.
Le développement des énergies renouvelables fait l'objet d'une cible de l'objectif de développement durable no 7 des Nations unies. Fin 2019, la quasi-totalité des pays se sont fixé des objectifs en matière d’énergie renouvelable ; 166 pays ont fixé des objectifs pour les énergies renouvelables électriques, 46 pour les transports et 49 dans le domaine du chauffage et du froid.
En 2018, après deux décennies de croissance, le rythme de croissance des nouvelles capacités solaires, éoliennes et hydroélectriques se stabilise à 177 GW. Selon l'AIE, « ce tassement inattendu des tendances de croissance soulève des inquiétudes sur la capacité à atteindre les objectifs climatiques de long terme ». Ce ralentissement est lié surtout à la Chine, dont les mises en service chutent de 80 à 75 GW, le gouvernement ayant annoncé en juin 2018, sans préavis, ne plus accorder d'autorisation de mise en service d'installation solaire jusqu'à la fin de l'année et baisser ses tarifs d'achat pour les nouvelles installations ; le pays concentre malgré cela près de 45 % de la puissance installée mondiale de l'année.
En 2018, selon l'AIE, la part des énergies renouvelables dans la consommation mondiale d'énergie primaire était de 13,8 %, dont 9,3 % issus de la biomasse et des déchets, 2,5 % de l'hydroélectricité et 2,0 % des autres EnR (éolien, solaire, etc.). Pour comparaison, en 1973, la part des EnR était de 12,4 %, dont 10,5 % pour la biomasse et les déchets, 1,8 % pour l'hydroélectricité et 0,1 % pour les autres EnR.
La part de la biomasse dans la consommation totale d'énergie finale s'élevait à environ 12 % en 2018, dont 6,9 % d'usages traditionnels de la biomasse et 5,1 % de bioénergie moderne. Elle assure 33 % du chauffage des bâtiments, dont 28 % de biomasse traditionnelle (bois pour l'essentiel) et 5 % de biomasse moderne ; 9,7 % de la production de chaleur dans l'industrie, 3,1 % dans les transports et 2,1 % de la production d'électricité.
En 2018, la part des énergies renouvelables dans la consommation finale mondiale d’énergie était estimée à 17,9 % (contre 79,9 % pour les combustibles fossiles et 2,2 % pour l'énergie nucléaire), dont 6,9 % pour la biomasse traditionnelle et 11,0 % pour les énergies renouvelables « modernes » : 4,3 % de chaleur produite par les énergies renouvelables thermiques (biomasse, géothermie, solaire), 3,6 % d'hydroélectricité, 2,1 % pour les autres renouvelables électriques (éolien, solaire, géothermie, biomasse, biogaz) et 1,0 % pour les biocarburants. Les taux de croissance moyens annuels les plus élevés sur cinq ans (2013-2018) ont été ceux des énergies renouvelables « modernes » : +4 % l'an, soit trois fois ceux de la consommation totale : +1,4 % l'an ; mais la croissance de 1,3 % par an des énergies fossiles a représenté plus des deux tiers de l'accroissement en volume de la consommation. La part des énergies renouvelables dans la consommation finale d'énergie atteint 26,4 % dans l'électricité, 10,1 % dans les usages thermiques et 3,3 % dans les transports.
La différence entre les statistiques AIE et REN21 provient des conventions adoptées pour les bilans énergétiques de l'AIE, qui minorent la part des énergies renouvelables électriques dans l'énergie primaire (voir bilans énergétiques).

### Énergie renouvelable thermique
| Rang | Solaire thermique | Géothermie (production) | Biogazole (production) | Bioéthanol (production) |
| ---- | ----------------- | ----------------------- | ---------------------- | ----------------------- |
| 1.   | Chine             | Chine                   | Indonésie              | États-Unis              |
| 2.   | États-Unis        | Turquie                 | États-Unis             | Brésil                  |
| 3.   | Turquie           | Islande                 | Brésil                 | Chine                   |
| 4.   | Allemagne         | Japon                   | Allemagne              | Inde                    |
| 5.   | Brésil            | Nouvelle-Zélande        | France                 | Canada                  |

#### Biomasse
L'énergie primaire renouvelable la plus utilisée est celle de la biomasse : environ 45,2 EJ (exajoules) en 2019, soit environ 12 % de la consommation finale d'énergie, dont 6,9 % de biomasse traditionnelle et 5,1 % de biomasse moderne. L'utilisation traditionnelle de la biomasse en 2018 est estimée à 26 EJ (bois, charbon de bois, excréments, résidus agricoles), contre 27,2 EJ en 2010 ; ce déclin résulte des efforts pour réduire la pollution de l'air produite par la combustion de biomasse ; les modes d'utilisation modernes de la biomasse ont produit directement environ 13,2 EJ de chaleur en 2018, en progression de 9,5 % par rapport à 2010, plus 0,7 EJ indirectement via les réseaux de chauffage urbain, dont 8,9 EJ dans l'industrie et l'agriculture et 4,3 EJ dans les secteurs résidentiel et commercial.
La biomasse fournit à l'industrie 8,9 EJ, soit 9,7 % de sa consommation totale de chaleur, particulièrement à partir de biomasse solide ; elle progresse de 1,8 % l'an sur cinq ans ; l'utilisation de résidus de biomasse pour la production de chaleur est très répandue dans l'industrie agroalimentaire, l'industrie du bois et du papier ; 40 % de l'énergie consommée dans l'industrie papetière provient de la biomasse ; environ 6 % de celle du secteur cimentier est fournie par la biomasse et les déchets, particulièrement en Europe où cette part atteint 25 % ; ces usages industriels sont concentrés dans les pays dotés des plus grandes industries agroalimentaires : le Brésil est en tête avec 1,6 EJ en 2018, surtout à cause de son utilisation de la bagasse pour produire de la chaleur dans l'industrie sucrière ; l'Inde (1,4 EJ) est aussi un grand producteur de sucre et les États-Unis (1,3 EJ) ont une importante industrie papetière.
L'utilisation de bois pour le chauffage résidentiel est très développée en Europe et en Amérique du Nord ; le marché des granulés de bois a progressé de 5 % en 2018 à 15,8 Mt, dont 4,3 Mt en Italie, 2,4 Mt au Danemark, 2,2 Mt en Allemagne, 1,6 Mt en Suède, 1,6 Mt en France et 2,7 Mt en Amérique du Nord ; l'utilisation de la biomasse (bois principalement) dans les chaufferies des réseaux de chaleur (0,7 EJ) progresse de 5,7 % par an sur 2013-2018, surtout dans l'Europe du Nord ; en Lituanie, 61 % de l'énergie du chauffage urbain provenait des résidus de l'exploitation forestière ; aux États-Unis, en 2014, 2,5 millions de ménages utilisaient le bois comme combustible principal, pour leur chauffage, et 9 millions comme combustible secondaire ; en Chine, un programme lancé en 2008 encourage l'utilisation de granulés de résidus agricoles pour le chauffage et pour réduire l'utilisation du charbon dans le chauffage urbain ; plus de 6 Mt de granulés, d'un contenu énergétique de 96 PJ, ont été produits et vendus en 2015 en Chine.

#### Biogaz
Malgré la progression de l'utilisation du biogaz pour le chauffage, particulièrement par la production de biométhane et son injection dans les réseaux de gaz, le biogaz n'a fourni que 4 % de la bioénergie consommée pour le chauffage des bâtiments en Europe en 2018. Le biométhane est aussi utilisé comme carburant pour les transports en Europe et aux États-Unis, où l'utilisation de biométhane carburant a progressé de 20 % en 2019 à environ 30 PJ. En Europe, cet usage a progressé de 20 % en 2018 à 8,2 PJ ; la Suède reste en tête avec environ 60 % du total, suivie par l'Allemagne, la Norvège et le Royaume-Uni, où la consommation a quadruplé en 2018 à 0,6 PJ grâce à la constitution d'un réseau public de stations d'avitaillement pour les camions sur les principaux axes routiers ; des réseaux analogues se développent en Finlande et en Suède. L'utilisation de biométhane pour les transports publics se développe également : 409 bus à biogaz ont été commandés en Ile-de-France, 189 à Trondheim en Norvège et 77 à Bristol (Royaume-Uni). La production d'électricité à partir de biogaz s'étend à de nouveaux pays en 2019, avec des réalisations au Ghana, au Maharashtra (Inde), au Mexique, au Brésil, à Oman et à Dubaï. En Europe, 70 nouvelles installations de production de biométhane ont été construites en 2018, portant leur nombre total à 660 installations produisant 90 PJ (2,3 milliards de mètres cubes) par an ; les États-Unis ont inauguré plusieurs installations de grande taille ; l'Inde a lancé un programme pour construire 5000 petites installations à biogaz d'ici 2023, produisant 750 PJ par an en utilisant des déchets agricoles et municipaux. L'Asie tient un rôle de leader pour le développement de petits digesteurs produisant du biogaz pour la cuisine et le chauffage : par exemple, l'Inde a 4,9 millions de digesteurs familiaux ou villageois ; elle développe également la production à échelle industrielle avec 300 MW fin 2017.

#### Biocarburants
Les biocarburants ont représenté 3,1 % de la consommation de carburants du transport mondial en 2018 ; la production mondiale de biocarburants liquides a progressé de 5 % en 2019 à 161 Gl (gigalitre = milliard de litres), soit environ 4 EJ. Les États-Unis restent le principal producteur avec une part de marché de 41 %, malgré le recul de ses productions d'éthanol et de biodiesel, suivi par le Brésil (26 %), l'Indonésie (4,5 %), la Chine (2,9 %) et l'Allemagne (2,8 %). La production mondiale se répartissait en 2019 entre 59 % d'éthanol, 35 % de biodiesel EMHV et 6 % de biodiesels EEHV et huiles végétales hydrogénées. La production mondiale d'éthanol a progressé de 2 % en 2019 à 114 Gl, dont 50 % aux États-Unis (en baisse de 2 %, à base de maïs) et 33 % au Brésil (en progression de 7 %, à base de sucre de canne), suivis par la Chine, l'Inde, le Canada et la Thaïlande. La production mondiale de biodiesel a progressé de 13 % en 2019 à 47,4 Gl, dont 17 % en Indonésie, 14 % aux États-Unis, 12 % au Brésil, 8 % en Allemagne, 6,3 % en France et 5,3 % en Argentine.

#### Solaire thermique
La puissance thermique des capteurs de chaleur solaire installés en 2019 est estimée à 31,3 GWth, portant le total installé à 479 GWth ; ce total est pour la première fois en baisse de 1 % par rapport aux 482 GWth de 2018 ; la puissance installée a plus que doublé de 209 GWth en 2009 à 409 GWth en 2014, avant de ralentir progressivement sa progression. Leur production de chaleur atteint 389 TWh (1 402 PJ). La Chine demeure le principal marché du solaire thermique avec 69 % de la puissance installée, suivie de loin par les États-Unis, la Turquie, l'Allemagne et le Brésil ; hors Chine, la capacité a progressé de 3 % à 148 GWth.
Les installations de 2019 sont en recul de 7 % à cause de la baisse de 8 % constatée en Chine ; des accélérations marquées sont relevées au Danemark (+170 %), à Chypre (+24 %) et en Afrique du Sud (+20 %), mais des reculs notables affectent l'Allemagne (−11 %), la Pologne (−15 %) et l'Italie (−15 %). La tendance au développement de systèmes collectifs se confirme en Chine : leur part dans les nouvelles installations est passée de 61 % en 2015 à 74 % en 2019.
L'Union européenne reste le second marché après l'Asie, avec 1,5 GWth installés en 2019 (−1,8 %), dont 358 MWth en Allemagne et 253 MWth en Grèce. Plus de 10 millions de systèmes solaires thermiques sont en fonction à la fin de 2019.
Le chauffage urbain solaire a connu une accélération en 2019 avec 417 installations, en particulier en Chine, Allemagne et Danemark.

#### Géothermie
L'usage direct de la chaleur géothermique (bains thermaux, chauffage de piscines, chauffage de locaux, procédés agricoles et industriels), parfois en cogénération, est estimé à 117 TWh (421 PJ) en 2019. La capacité installée est estimée à 30 GWth, en progression de 2,2 GWth en 2019 (+8 %). La principale utilisation est celle des bains et piscines (44 %), en progression de 9 % par an ; ensuite vient le chauffage de locaux (39 %), en progression de 13 % par an, puis le chauffage de serres (8,5 %), les applications industrielles (3,9 %), l'aquaculture (3,2 %), le séchage dans l'agriculture (0,8 %) et la fonte de neige (0,6 %). Les principaux pays pratiquant ces usages sont la Chine (47 %), qui connait une progression de plus de 20 % par an sur les cinq dernières années, suivie par la Turquie, l'Islande et le Japon.

#### Pompes à chaleur
Près de 18 millions de ménages ont acquis des pompes à chaleur en 2018, en progression de 30 % par rapport à 2017, dont environ 80 % en Chine, au Japon et aux États-Unis. Cependant, la contribution des pompes à chaleur au chauffage des locaux n'est encore que d'environ 3 % en 2018.
En 2019, les ventes de pompes à chaleur pour l'eau chaude sanitaire atteignaient 1,5 million d'unités en Chine, 0,5 million au Japon et 0,2 million en Europe. Le marché des pompes à chaleur air-air pour le chauffage des locaux est également dominé par la Chine, avec des ventes par dizaines de millions en 2019 ; aux États-Unis, les ventes ont atteint plus de 3,1 millions ; en Europe, 2019 a été la sixième année consécutive à connaître une croissance supérieure à 10 % et les pompes à chaleur représentaient près de 10 % de la demande de chauffage des locaux ; les pompes à chaleur air-air représentaient plus de 90 % des 1,5 million de pompes à chaleur vendues en Europe pour les marchés résidentiel et commercial. Les pompes à chaleur de grande taille se développent dans les applications de réseaux urbains de chaleur et de froid.
Fin 2016, la puissance installée totale des pompes à chaleur en Europe atteignait 73,6 GWth, produisant environ 148 TWh de chaleur, dont 94,7 TWh (soit 64 %) tirés de l'air ambiant ou du sol et le reste de l'énergie motrice (électricité en général).

### Électricité renouvelable
Le graphique qui aurait dû être présenté ici ne peut pas être affiché car il utilise l'ancienne extension Graph, désactivée pour des questions de sécurité. Des indications pour créer un nouveau graphique avec la nouvelle extension Chart sont disponibles ici.

Production d'électricité d'origine renouvelable
« Autres » = biomasse, déchets, géothermie, marée.
Source : Agence internationale de l'énergie.
En 2022, l'éolien et le solaire ont à eux seul fourni 12 % de la production électrique mondiale, contre 5 % en 2015, mais sans dépasser la part du charbon, qui continue à se développer et reste prédominant dans la production électrique mondiale. En 2021, les énergies solaires et éoliennes ont représenté pour la première fois plus de 10 % de la production mondiale d'électricité.
Selon l'Agence internationale de l'énergie, les nouvelles installations de capacités de production d'électricité renouvelables dans le monde vont ralentir en 2020 par rapport à 2019 : −18 % pour le solaire et −12 % pour l'éolien, du fait des mesures prises en réaction à la pandémie de Covid-19. Les capacités de production d'électricité renouvelable mises en service dans le monde en 2020 seraient de 167 GW, soit 13 % de moins qu'en 2019, limitant à 6 % la croissance de la capacité de production d'électricité verte.
Plus de 200 GW de puissance électrique renouvelable ont été installés en 2019, portant la puissance installée de production d'électricité renouvelable à 2 588 GW. Le taux de progression de cette puissance dépasse 8 % sur les cinq dernières années. Cette puissance additionnelle se répartit en 57 % de solaire photovoltaïque, 30 % d'éolien, 8 % d'hydroélectricité et 5 % de biomasse, géothermie et solaire thermodynamique. La Chine reste largement en tête du classement par puissance cumulée avec 789 GW, suivie par les États-Unis (282 GW), le Brésil (144 GW), l'Inde (137 GW) et l'Allemagne (124 GW).
La part des renouvelables dans la production d'électricité à la fin 2019 était estimée à 27,3 % : 15,9 % d'hydroélectricité, 5,9 % d'éolien, 2,8 % de photovoltaïque, 2,2 % de biomasse et 0,4 % de divers (géothermie, solaire thermodynamique, énergies marines).
En 2018, la part des énergies renouvelables dans la production d'électricité atteignait 25,6 %, dont 15,8 % d'hydroélectricité et 9,8 % d'autres renouvelables et de déchets ; en 1973, la part des EnR était de 21,5 %, dont 20,9 % d'hydroélectricité et 0,6 % d'autres EnR.
| Énergie | 1990  | %       | 2000  | %       | 2010  | %       | 2015  | 2018  | % 2018  | var. 2018/1990 |
| --- | ----- | ------- | ----- | ------- | ----- | ------- | ----- | ----- | ------- | -------------- |
| Hydraulique | 2 192 | 18,4 %  | 2 696 | 17,4 %  | 3 535 | 16,4 %  | 3 982 | 4 325 | 16,2 %  | +97 %          |
| Biomasse | 105   | 0,9 %   | 114   | 0,7 %   | 278   | 1,3 %   | 416   | 518   | 1,9 %   | +392 %         |
| Déchets | 8     | 0,1 %   | 17    | 0,1 %   | 33    | 0,2 %   | 38    | 39    | 0,1 %   | +365 %         |
| Géothermie | 36    | 0,3 %   | 52    | 0,3 %   | 68    | 0,3 %   | 81    | 89    | 0,3 %   | +144 %         |
| Solaire PV* | 0,09  | 0,001 % | 0,8   | 0,005 % | 32    | 0,15 %  | 250   | 554   | 2,1 %   | ×6 092         |
| Solaire therm.* | 0,7   | 0,006 % | 0,5   | 0,003 % | 1,6   | 0,008 % | 10    | 11    | 0,04 %  | +1 608 %       |
| Éolien | 4     | 0,03 %  | 31    | 0,2 %   | 342   | 1,6 %   | 834   | 1 273 | 4,8 %   | ×328           |
| Marées | 0,5   | 0,005 % | 0,5   | 0,004 % | 0,5   | 0,002 % | 1,0   | 1,0   | 0,004 % | +88 %          |
| Total EnR | 2 347 | 19,7 %  | 2 912 | 18,8 %  | 4 291 | 19,9 %  | 5 610 | 6 811 | 25,5 %  | +190 %         |
| Source des données : Agence internationale de l'énergie. * % = part dans la production d'électricité ; Solaire PV = Solaire photovoltaïque ; Solaire therm. = Solaire thermodynamique. NB : l'AIE inclut dans la production hydroélectrique celle des centrales de pompage-turbinage, qui n'est pas renouvelable. |       |         |       |         |       |         |       |       |         |                |

En 2018, plus des deux tiers de la capacité électrique mondiale nouvellement installée étaient renouvelables, mais, après deux décennies de croissance, le rythme des nouvelles capacités solaires, éoliennes et hydroélectriques se stabilise à 177 GW. Selon l'Agence internationale de l'énergie (AIE), « ce tassement inattendu des tendances de croissance soulève des inquiétudes sur la capacité à atteindre les objectifs climatiques de long terme ». Ce ralentissement est lié surtout à la Chine, dont les mises en service baissent de 80 à 75 GW, le gouvernement ayant annoncé en juin 2018, sans préavis, ne plus accorder d'autorisation de mise en service d'installation solaire jusqu'à la fin de l'année et baisser ses tarifs d'achat pour les nouvelles installations ; le pays concentre malgré cela près de 45 % de la puissance installée mondiale de l'année. Alors que les renouvelables représentent 63 % de la croissance des nouvelles installations, leur part dans la production électrique n'est que de 25 % du fait de leurs durées de fonctionnement inférieures à celles des centrales thermiques.
| Rang | Hydroélectrique (production) | Géothermie (capacité) | Éolien (capacité) | Biomasse (capacité) | Solaire PV (capacité) | Solaire thermodynamique (capacité) |
| ---- | ---------------------------- | --------------------- | ----------------- | ------------------- | --------------------- | ---------------------------------- |
| 1.   | Chine                        | États-Unis            | Chine             | Chine               | Chine                 | Espagne                            |
| 2.   | Brésil                       | Indonésie             | États-Unis        | États-Unis          | États-Unis            | États-Unis                         |
| 3.   | Canada                       | Philippines           | Allemagne         | Brésil              | Japon                 | Maroc                              |
| 4.   | États-Unis                   | Turquie               | Inde              | Inde                | Allemagne             | Afrique du Sud                     |
| 5.   | Russie                       | Nouvelle-Zélande      | Espagne           | Allemagne           | Inde                  | Chine                              |

| Énergie                 | fin 2003 | fin 2012 | fin 2013 | fin 2014 | fin 2015 | fin 2016 | fin 2017 | fin 2018 | fin 2019 |
| ----------------------- | -------- | -------- | -------- | -------- | -------- | -------- | -------- | -------- | -------- |
| Hydroélectricité        | 715      | 960      | 1 000    | 1 036    | 1 071    | 1 095    | 1 114    | 1 135    | 1 150    |
| Éolien                  | 48       | 283      | 318      | 370      | 433      | 487      | 539      | 591      | 651      |
| Solaire photovoltaïque  | 2,6      | 100      | 139      | 177      | 228      | 303      | 402      | 512      | 627      |
| Solaire thermodynamique | 0,4      | 2,5      | 3,4      | 4,3      | 4,7      | 4,8      | 4,9      | 5,6      | 6,2      |
| Biomasse                | <36      | 83       | 88       | 101      | 106      | 114      | 122      | 131      | 139      |
| Géothermie              | 8,9      | 11,5     | 12       | 12,9     | 13       | 12,1     | 12,8     | 13,2     | 13,9     |
| Total EnR               | 800      | 1 440    | 1 560    | 1 701    | 1 856    | 2 017    | 2 195    | 2 387    | 2 588    |

Le graphique qui aurait dû être présenté ici ne peut pas être affiché car il utilise l'ancienne extension Graph, désactivée pour des questions de sécurité. Des indications pour créer un nouveau graphique avec la nouvelle extension Chart sont disponibles ici.

Dans l'Union européenne au premier semestre 2023, la part de l'électricité produite à base d'énergies renouvelables est de 36 %, dépassant celle de l'électricité produite à partir d'énergies fossiles.

#### Hydroélectricité
La production hydroélectrique mondiale est estimée à 4 306 TWh en 2019, en progression de 2,3 %, représentant 15,9 % de la production mondiale d'électricité ; 15,6 GW ont été mis en service en 2019, portant la puissance installée mondiale à environ 1 150 GW (+1,4 %) ; cette progression est en décélération depuis plusieurs années ; ces totaux excluent les 150 GW de centrales de pompage-turbinage, considérées non-renouvelables. La puissance installée hydroélectrique mondiale se répartit en 2019 entre la Chine (28 %), le Brésil (9 %), le Canada (7 %), les États-Unis (7 %), la Russie (4 %), l'Inde (4 %), la Norvège (3 %), la Turquie (3 %) et 35 % pour le reste du monde. Pour la première fois depuis 2004, la Chine a perdu sa première place au classement des nouvelles installations, devancée par le Brésil qui a mis en service 4,95 GW, soit près d'un tiers du total mondial, dont les six dernières turbines de 611 MW de la centrale de Belo Monte ; 3,87 GW ont été mis en service en Chine, portant sa puissance installée à 326,1 GW et sa production à 1 302 TWh ; les autres pays ayant inauguré des centrales importantes sont le Laos (+1,9 GW), le Bhoutan (+0,7 GW), le Tadjikistan (+0,6 GW) et la Russie (+0,5 GW).

#### Énergies marines
Bien que le potentiel des énergies marines soit énorme, les techniques pour l'exploiter sont encore dans des étapes préliminaires de leur développement. Les installations de 2019, soit environ 3 MW, portent la puissance installée totale à 535 MW, dont plus de 90 % représentés par deux centrales marémotrices : Sihwa en Corée du sud (254 MW) et La Rance en France (240 MW). L'énergie des courants de marée a produit plus de 45 GWh en 2019, dont 15 GWh en Europe, en progression de 50 %. L'énergie des vagues reste au stade conceptuel, de même que la conversion de l'énergie thermique des océans et le gradient de salinité.

#### Biomasse
La puissance des centrales électriques à biomasse a augmenté de 8 GW en 2019 pour atteindre 139 GW (+6 %), produisant 591 TWh (+9 %), y compris la production électrique des centrales de cogénération. L'Asie a produit 225 TWh (+17 %), dont près de la moitié en Chine, l'Europe 200 TWh (+5 %) et l'Amérique du Nord 76 TWh (−2 %). La puissance installée de la Chine a progressé de 26 % à 22,5 GW en 2019 et sa production de 23 % à 111 TWh ; cette progression est concentrée sur les centrales de cogénération utilisant la biomasse solide et les déchets urbains. Au Japon, la puissance installée a progressé de 8 % à 4,3 GW et la production de 18 % à 24 TWh. Dans l'Union européenne, la puissance installée a progressé de 4 % à 44 GW et la production de 5 % à 200 TWh. La puissance installée biomasse des États-Unis est restée à 16 GW et la production a reculé de 6 % à 64 TWh. Au Brésil, la puissance installée a progressé de 2 % à 15 GW et la production de 2 % à 55 TWh.

#### Géothermie
La puissance installée des centrales géothermiques a progressé d'environ 0,7 GW en 2019, dont 32 % en Turquie (+232 MW après +219 MW en 2018), 25 % en Indonésie (+182 MW après +140 MW en 2018) et 22 % au Kenya (+160 MW), portant le parc mondial à 13,9 GW, dont 2,5 GW aux États-Unis (+14,8 MW en 2019), 2,1 GW en Indonésie, 1,9 GW aux Philippines, 1,5 GW en Turquie.

#### Solaire photovoltaïque
La capacité du parc solaire photovoltaïque a progressé de 12 % en 2017 : environ 115 GWc sont venus s'ajouter au parc (103 GWc en 2018), malgré un recul significatif en Chine, le portant à 627 GWc contre moins de 23 GWc dix ans auparavant ; la Chine a compté pour 26 % de cet accroissement : +30,1 GWc (en recul de 32 %, après un recul de 15 % en 2018), portant sa puissance installée à 204,7 GWc et sa production à 224 TWh (+26 %), soit 3 % de la production d'électricité du pays. Au deuxième rang viennent les États-Unis : +13,3 GWc (+23 %), parc : 76 GWc, production : 104 TWh. Au troisième rang, l'Inde : +9,9 GWc, parc : 42,8 GWc, production : +27 %. Au quatrième rang, le Japon : +7 GWc (en baisse continue depuis le pic de 2015), parc : 63 GWc. À la fin de 2019, la part du photovoltaïque dépasse 3 % dans 22 pays et 5 % dans 12 pays ; elle atteint, pour l'ensemble de l'année 2019, 10,7 % au Honduras, 8,6 % en Italie, 8,3 % en Grèce, 8,2 % en Allemagne, 8,1 % au Chili, 7,8 % en Australie, 7,4 % au Japon.

#### Solaire thermodynamique
Le solaire thermodynamique a progressé de 600 MW (contre 700 MW en 2018), pour atteindre 6,2 GW (+11 % contre un accroissement moyen de 24 % sur 10 ans) ; les projets en construction atteignent 1,1 GW, dont plus de 60 % aux Émirats arabes unis. Cinq pays ont mis en service de nouvelles centrales : Israël (242 MW, dont la tour solaire Megalim de 121 MW et la centrale à miroirs cylindro-paraboliques du Negev de 121 MW), la Chine (200 MW : quatre centrales de 50 MW : centrale à miroirs Fresnel de Dacheng Dunhuang et tours solaires de Qinghai Gonghe, de CPECC Hami et de Luneng Haixi), l'Afrique du Sud (100 MW : centrale à miroirs cylindro-paraboliques de Kathu), Koweït (50 MW : centrale à miroirs cylindro-paraboliques de Shagaya, la première du pays) et la France (9 MW : centrale eLLO à miroirs Fresnel, la première en France). La capacité de stockage d'énergie thermique des centrales en fonctionnement atteint 21 GWh, sous forme de sels fondus. L'Espagne (2,3 GW) et les États-Unis (1,7 GW) concentrent près de 70 % du parc et le marché continue à basculer vers les pays émergents et ceux dotés de niveaux élevés d'insolation, en particulier la région Moyen-Orient et Afrique du Nord, qui compte 15 centrales totalisant 1,8 GW en fonctionnement fin 2019, soit près de 30 % du total mondial ; d'autres projets sont en construction en Chine, en Inde et au Chili.

#### Énergie éolienne
La puissance installée éolienne a progressé d'environ 60 GW en 2019, atteignant 651 GW (+10 %), dont 30 GW en mer ; c'est la progression la plus importante après celle de 2015 (63,8 GW), après trois années de déclin ; elle dépasse de 19 % celle de 2018. Cette accélération est due surtout à des regains de croissance en Chine, aux États-Unis et en Europe, sauf en Allemagne. De nouveaux parcs éoliens ont été mis en service dans au moins 55 pays en 2018, contre 47 en 2018. À la fin de 2019, 102 pays ont des parcs éoliens, dont 35 dépassent 1 GW en fonctionnement.
L'Asie reste, pour la 11e année consécutive, le premier marché, totalisant 50 % des mises en service, suivie par l'Europe (24 %), l'Amérique du Nord (16 %) et l'Amérique latine (6 %). La Chine reste en tête, ayant installé 26,8 GW, suivie par les États-Unis : +9,1 GW, le Royaume-Uni : 2,4 GW, l'Inde : +2,4 GW, l'Espagne : +2,3 GW, l'Allemagne : +2,1 GW.
L'éolien a couvert environ 47 % de la demande d'électricité au Danemark et représente près de 57 % de sa production d'électricité. Sa part de la production d'électricité atteint 32 % en Irlande, 29,5 % en Uruguay, 26,4 % au Portugal, 21,8 % en Allemagne, 20,9 % en Espagne. À la fin de l'année 2019, la puissance installée éolienne était suffisante pour fournir 5,9 % de la production d'électricité.
La Chine a mis en service 26,8 GW (+22 %), dont 24,3 GW à terre et 2,5 GW en mer, portant son parc à 136,3 GW ; le marché de l'Inde a progressé de 8,5 %, portant son parc à 37,5 GW ; l'Union européenne a installé 14,7 GW au total, soit 34 % de plus qu'en 2018, portant son parc à 196,8 GW, dont 192,2 GW dans l'Union européenne à 28 (UE28), dont 22,1 GW en mer ; 19 pays de l'UE28 ont installé de nouveaux parcs, contre 16 en 2018. Cinq pays totalisent les trois quarts du marché : le Royaume-Uni, l'Espagne, l'Allemagne, la Suède et la France. Mais les mises en service ont reculé en Allemagne (depuis 2017, date de l'introduction du système des appels d'offres, elles ont baissé de 84 % pour l'éolien à terre) et en France. La production d'électricité éolienne en Allemagne a cependant progressé de 12 % à terre et 27 % en mer, atteignant 126 TWh, soit 21,8 % de la production d'électricité du pays. Dans l'ensemble de l'Union européenne, l'énergie éolienne à terre assure environ 12,2 % de la production d'électricité et l'éolien en mer 2,3 %.
L'éolien en mer a connu une forte progression : 6,1 GW d'installations, soit 35,5 % de plus qu'en 2018, dont plus de 3,6 GW en Europe (59 %), en particulier 1,8 GW au Royaume-Uni et 1,1 GW en Allemagne, et 2,4 GW en Chine, portant le parc mondial à plus de 29 GW, dont 22,1 GW en Europe et 6,8 GW en Chine. Fin 2019, 18 pays (12 en Europe, 5 en Asie et 1 en Amérique du Nord) ont de l'éolien en mer en fonctionnement ; le Royaume-Uni reste en tête avec 9,9 GW, suivi par l'Allemagne (7,5 GW), la Chine (6,8 GW), le Danemark (1,7 GW) et la Belgique (1,6 GW).

## Perceptions, appropriation par le public
Les EnR semblent de plus en plus faire consensus.
En France, en 2010, 97 % des Français se déclaraient favorables au développement des EnR avec une préférence pour le solaire (61 % contre 68 % en 2009), l’éolien (53 % contre 43 % en 2009), devant l'hydraulique (20 %) et la géothermie (20 %). L'acceptabilité générale a augmenté (74 % des personnes interrogées en 2010 plébiscitent l’installation d'éoliennes sur le territoire (−3 points par rapport à 2009)), mais des critères d'esthétique sont cités par 67 % des répondants et des craintes de nuisances sonores (59 %) comme frein à leur développement, sauf si elles sont situées à plus de 1 km du domicile. Utiliser son domicile pour produire de l'électricité à partir de sources renouvelables semble intéressant pour 44 % des personnes interrogées et très intéressant pour 28 % d'entre elles. En 2010, grâce notamment aux aides publiques, le solaire a gagné +13 % et les pompes à chaleur (+5 %). L'acceptabilité générale EnR est en hausse, 75 % des Français étant favorables à leur installation. Cependant, l'ADEME enregistre une baisse d’acceptabilité pour les projets installés « sur son toit », l'installation des équipements étant jugé trop compliquée pour le particulier (pour 44 % des répondants, +8 % par rapport à 2009) et encore initialement trop coûteuse (pour 45 % des répondants, soit +11 % par rapport à 2009) ou avec un temps de retour sur investissement trop long. Le principe du tiers-investisseur peine à se développer pour les petits projets en France, et la baisse des couts de rachats de l'électrifié photovoltaïque a probablement contribué à freiner ce secteur, en fort développement dans d'autres pays.

## Organisations professionnelles et associations
L'Agence internationale pour les énergies renouvelables (IRENA) a été créée après une réunion préparatoire le 26 janvier 2009 à Bonn (conférence pour la fondation de l'Agence) ; elle est entrée en fonctionnement le 4 avril 2011.
Fin 2012, pour l'Europe des Vingt-Sept, le marché total des énergies renouvelables représentait près de 1,2 million d'emplois (dans le photovoltaïque, la biomasse solide et l'éolien surtout, pour un chiffre d'affaires cumulé (toutes EnR confondues) évalué à plus de 137 milliards €.)
En mai 2014, elle compte 131 États membres et 37 autres candidats à l'adhésion.
La « Ligue des Champions EnR » a pour but de créer une compétition entre les villes européennes selon leur production d'énergies renouvelables. Ce concours comporte deux classements, un pour le solaire, et un pour la biomasse. Il existe des ligues EnR nationales pour l'Allemagne, la Bulgarie, la France, la Hongrie, l'Italie, la Pologne et la République tchèque.
En France, les deux principales associations représentatives du secteur EnR sont :
- le Syndicat des énergies renouvelables[202] créé en 1993 pour promouvoir les intérêts des industriels et des professionnels français des énergies renouvelables et défendre les intérêts français au niveau des principaux programmes européens de soutien au secteur ; au 1er septembre 2013, le SER regroupe 400 adhérents, représentant un chiffre d’affaires de 10 milliards € et plus de 75 000 emplois dans le domaine des énergies renouvelables. Le SER représente surtout les grandes entreprises du secteur : parmi les 15 membres de son conseil d'administration, on note deux représentants d'EDF Renouvelables, un de la Compagnie nationale du Rhône, un de Total, un de General Electric Énergie renouvelable, un de Siemens, un de Dalkia, etc.
- le CLER - Réseau pour la transition énergétique, association agréée de protection de l'environnement créée en 1984 et habilitée à siéger dans les instances nationales par arrêté du 20 décembre 2013, a pour objectif de promouvoir les énergies renouvelables, la maîtrise de l'énergie et, plus largement, la transition énergétique. Le CLER fédère près de 200 structures professionnelles réparties sur l'ensemble du territoire. Ses adhérents sont surtout des associations (ONG, associations locales spécialistes des énergies renouvelables et de l'efficacité énergétique), des organismes publics (agences de l'énergie, organismes de formation et de recherche, collectivités territoriales, établissements publics et syndicats d'énergies, Espaces Info Énergie, agences départementales d’information sur le logement) et des professionnels de taille modeste (bureaux d'études, développeurs de projets, exploitants ou installateurs, fournisseurs d'équipements, architectes, etc.).

## Évolution et tendances
Une nette tendance à la réorientation vers les énergies renouvelables est constatée depuis la fin du XXe siècle, en réponse à un début de raréfaction du pétrole, aux impacts climatiques et sanitaires négatifs des énergies carbonées, à la dangerosité du nucléaire et à la difficulté de traiter ses déchets ou à sa moindre acceptabilité après les catastrophes de Tchernobyl et Fukushima.
Des concepts d'éolienne aéroportée sont à l'étude pour aller chercher les vents d'altitude, plus puissants, plus réguliers : Magenn, Kite Gen Research, et Skywindpower conçus pour s'élever de 300 à 5 000 m avec l'espoir de produire beaucoup plus d'électricité qu'avec une éolienne terrestre, car la puissance des courants-jets est 20 à 30 fois supérieure à celle des vents en basse altitude.
D'après Statkraft, le potentiel technique mondial de l'énergie osmotique serait de 1 600 TWh/an, soit 50 % de la production électrique de l’Union Européenne. Statkraft à développer un prototype de 3 kW destiné à tester la fiabilité du processus et à en améliorer le rendement avec l'objectif d'atteindre 25 MW en 2015. Depuis, une centrale a été construite au Japon ; une autre est en construction aux États-Unis.
Des cyanobactéries modifiées pourraient convertir de l'énergie solaire en carburant et consommer du CO2. Cette technique et l'utilisation de ce carburant équilibreraient la production et la consommation de CO2. Une entreprise a créé cette technique par génie génétique et l'améliore peu à peu.
Selon Jean-Marc Jancovici, le développement des énergies renouvelables ne suffira pas à éviter une importante diminution des consommations d'énergie : « malgré les renouvelables, des changements de nos modes de vie lui semblent nécessaires ».
Le prospectiviste Jeremy Rifkin annonce pour le début du XXIe siècle une possible « troisième révolution industrielle » issue de la convergence du secteur de l'énergie et de celui de l'informatique. Le développement de systèmes de stockage des énergies irrégulières (sous forme d'hydrogène ou dans les véhicules électriques utilisés comme accumulateurs mobiles) et celui des réseaux électriques intelligents autorisent la mise en commun et le partage de millions de sources distribuées d'énergie (solaire, éolienne, marine, géothermique, hydroélectrique, issue de la biomasse et des déchets, etc.). Jeremy Rifkin estime que cette révolution est urgente ; elle doit être mise en œuvre avant 2050 et largement entamée en 2020 si l'humanité veut répondre aux défis du changement climatique, à la crise du pétrole, aux crises économique et écologiques.
En 2024, selon l'Agence internationale de l'énergie (AIE), les États doivent encore renforcer leur soutien aux énergies renouvelables pour atteindre d'ici 2030 l'objectif mondial de triplement des capacités de production nécessaire pour endiguer le réchauffement de la planète. « Les ambitions de quelque 150 pays analysés par l'AIE devraient à ce stade conduire à avoir près de 8 000 gigawatts (GW) de capacités dans le monde à cette échéance (éolien, solaire, hydroélectricité…). Ce n'est pas encore les 11 000 GW nécessaires, mais ces 8 000 GW sont supérieurs à ce que le monde prévoyait il y a encore quelques années », souligne l'AIE.

## Formation professionnelle, initiale et continue
Depuis les années 1970, des formations sur les énergies renouvelables se sont structurées, évoluant pour prendre en compte les technologies et énergies émergentes (dont les réseaux électriques intelligents, etc.) et les nouvelles réglementations.

### En France
En 2015, 215 formations étaient répertoriées (dont 16 de niveau CAP au BAC pro, 13 de niveau Bac+2, 30 de niveau Bac+3, 34 de niveau Bac+5 et 24 dispensées par des industriels, ainsi qu'une petite centaine en formation continue). La dernière formation ouverte l'a été en 2016, dénommée Sup'EnR (cursus de trois ans ouvert à des Bac+2) par l'université de Perpignan sur les thèmes du solaire, de l'éolien terrestre et flottant, de la biomasse, de l'hydraulique et de la géothermie), formant au génie énergétique appliqués à l'industrie et au bâtiment, avec accès au four solaire d'Odeillo et à la centrale solaire Thémis.